# Bentheimer Eisenbahn
Die Bentheimer Eisenbahn AG (BE) ist eine Verkehrsgesellschaft mit Sitz in Nordhorn, die sich überwiegend im Eigentum des Landkreises Grafschaft Bentheim befindet. Sie tritt im Eisenbahnverkehr als Eisenbahninfrastrukturunternehmen (EIU) und als Eisenbahnverkehrsunternehmen (EVU) auf. Zentrales Element ist der Betrieb des Regiopa Express RB 56 zwischen Bad Bentheim und Neuenhaus. Weitere Geschäftszweige sind die Personenbeförderung mit Omnibussen, die Spedition und die Logistik.

## Geschichte

Ehemaliges Logo

Am 1. April 1895 wurde die Bentheimer Kreisbahn AG gegründet, aber schon am 16. April 1896 in einen Eigenbetrieb des Kreises Grafschaft Bentheim in der preußischen Provinz Hannover verändert. Am 7. März 1935 wurde der kreiseigene Betrieb, der sich seit dem 1. Januar 1924 „Bentheimer Eisenbahn“ nannte, wieder in eine Aktiengesellschaft umgewandelt, deren Kapital der Landkreis zu fast 100 % übernahm. Noch heute sind nur die Städte Neuenhaus und Nordhorn mit 0,01 % bzw. 6 % neben dem Landkreis an der AG beteiligt, der somit 93,99 % des Kapitals hält. Langjähriger Direktor und Vorstand des Unternehmens war Regierungsbaumeister a. D. Karl Friedrich Oppermann.

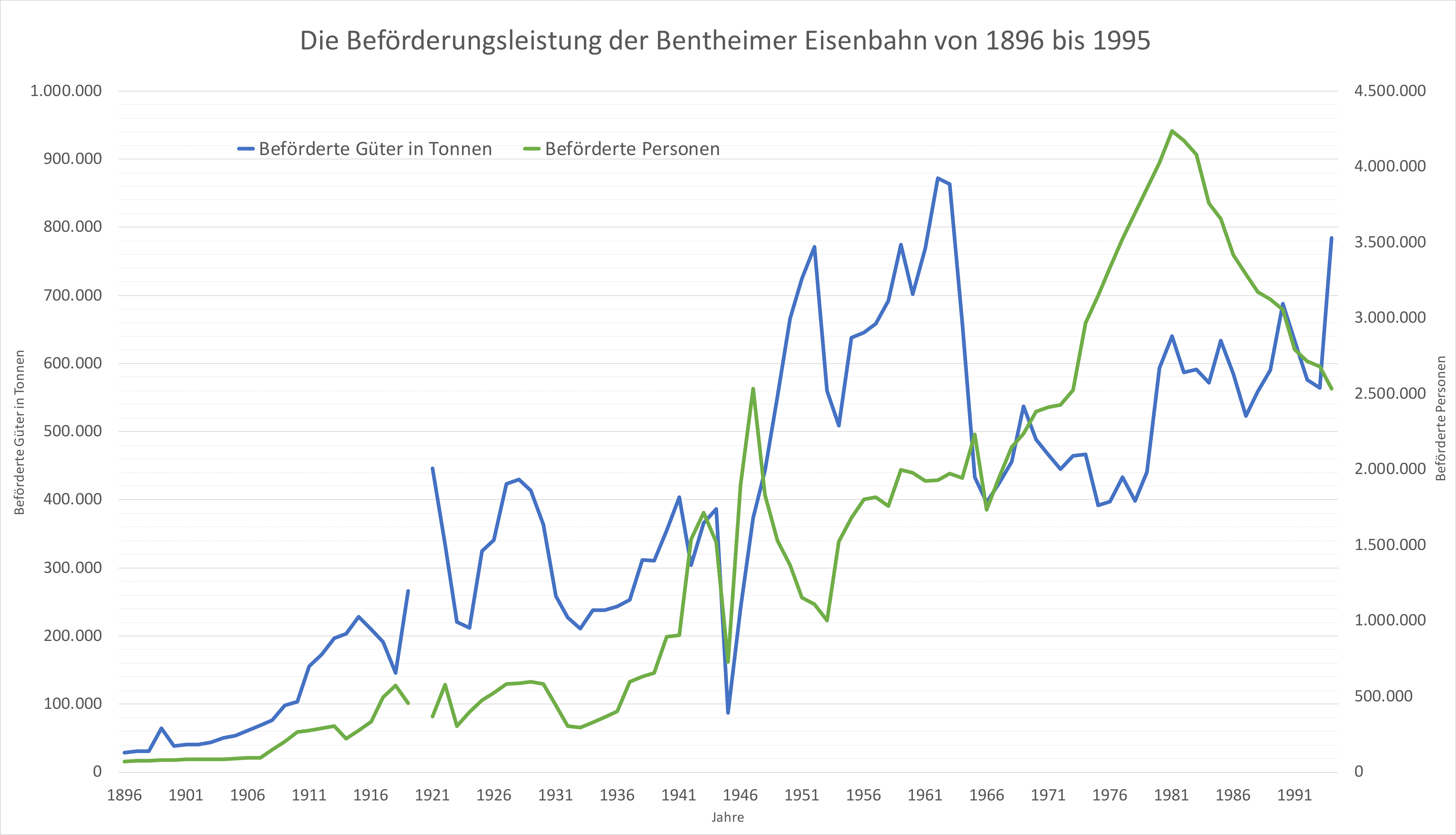
Beförderungsleistung im Güter- und Personenverkehr von 1896 bis 1995

Zweck des Bahnbaus war es, den Kreis nahe der niederländischen Grenze mit Eisenbahnlinien zu erschließen, denn zunächst war nur die 1865 im Süden des Kreises von der niederländischen Eisenbahn-Gesellschaft Almelo-Salzbergen erbaute Hauptbahn Osnabrück–Rheine–Hengelo vorhanden. Die Verwaltung war zunächst im Bahnhof Bentheim Nord untergebracht. Die Bentheimer Kreisbahn beschäftigte im Jahr 1911 insgesamt 111 Personen. Mitte der 1920er Jahre waren bereits insgesamt 263 Personen angestellt. Die Räumlichkeiten der Direktion im Obergeschoss des Bahnhofs Bentheim Nord wurden zu knapp, so dass ein neues Gebäude gebaut wurde. Am 2. April 1929 wurde das neue Verwaltungsgebäude in Bad Bentheim bezogen, dessen Architekt Fritz Höger war. 1939 hatte die Bentheimer Eisenbahn in Summe 278 Beschäftigte. Am 14. Februar 1945 wurde das Verwaltungsgebäude in Bentheim durch einen Fliegerangriff teilweise zerstört und im Jahr 1948 wieder aufgebaut. Seit 1997 befindet sich der Sitz der Bentheimer Eisenbahn im Süden der Stadt Nordhorn samt Werkstatt, Betriebshof und Logistikzentrum.
Im Laufe der Jahrzehnte erweiterte die Bentheimer Eisenbahn AG ihr Portfolio über die Tätigkeit des Güter- und Personentransports auf der Schiene hinaus. So existieren heute eine Reihe von Tochtergesellschaften. Im Jahr 1959 wurde der Gütertransport mit der gegründeten Kraftverkehr Emsland GmbH auf die Straße ausgeweitet. Das Tochterunternehmen dient als Dienstleister für den Transport von Stückgut, Sammelgut und Containern mit aktuell 40 Fahrzeugen und einem Logistikzentrum am Unternehmenssitz in Nordhorn. Mit der 1978 erfolgten Übernahme der Reisebüro Stratmann GmbH in Gronau stieg man in den Reisemarkt ein. Die Gesellschaft wurde zunächst als Nord West Reisen GmbH weitergeführt. Im folgenden Jahr wurde die Reisebüro Berndt GmbH mit Geschäftsstellen in Nordhorn und Lingen übernommen sowie um ein weiteres Büro in Bad Bentheim ergänzt. Heute werden diese und weitere übernommene Reisebüros unter dem Dach der Tochter Reisebüro Berndt GmbH geführt. Ebenfalls besteht eine Kooperation der Geschäftsstellen in Nordhorn, Lingen, Bad Bentheim und Rheine mit dem Lufthansa City Center. Zur Wartung und Reparatur von Bussen und Lokomotiven wurde 1984 die Nutzfahrzeuge GmbH, Nordhorn gegründet. Darüber hinaus wurde im Frühjahr 2015 die Grafschafter Parkraum Management GmbH zum Bau und Betrieb von Parkplätzen und Parkhäusern gegründet. Aktuell betreibt die Tochter das Parkhaus an der Euregio-Klinik in Nordhorn und bewirtschaftet den Parkplatz am Bahnhof Bad Bentheim. Der Betriebsteil der Infrastruktur wurde im August 2016 in die rückwirkend zum 1. Januar 2016 gegründete Tochtergesellschaft BE Netz GmbH ausgegliedert. Seit dem 1. Januar 2018 ist die EuroTerminal Emmen Coevorden Hardenberg b. v. eine vollständige Tochtergesellschaft, an der die Bentheimer Eisenbahn AG zuvor 30,1 % der Geschäftsanteile hielt. An der EuroStar Touristik GmbH, Lingen war die Bentheimer Eisenbahn AG mit 23,0 % beteiligt. Diese Beteiligung wurde 2019 an die Meyering Verkehrsbetriebe in Lingen verkauft.

## Infrastruktur
Von der Bahnstrecke Almelo–Salzbergen aus wurde ab 1895 in der Station Bentheim (seit 1979 Bad Bentheim) abzweigend zunächst eine normalspurige und eingleisige Strecke nach Norden in Richtung Nordhorn nach Neuenhaus errichtet. Diese wurde 1908 nach Süden in Richtung Gronau und 1911 nördlich nach Coevorden in den Niederlanden erweitert. In den 1980er Jahren blieb der Streckenabschnitt nach Gronau ungenutzt und wurde teilweise zurückgebaut. Die Strecke wurde im Abschnitt Bad Bentheim–Neuenhaus im Zuge der Reaktivierung des Schienenpersonenverkehrs das Betriebsverfahren von Zugleitbetrieb auf Zugmeldebetrieb umgestellt. Dazu wurde die Strecke mit einem elektronischen Stellwerk (ESTW) und Punktförmiger Zugbeeinflussung (PZB) ausgerüstet. Seit dem 14. Januar 2021 ist auch der nördliche Abschnitt von Neuenhaus bis Coevorden auf Zugmeldebetrieb umgestellt. Auf dem übrigen Streckenabschnitt, südlich von Bad Bentheim, wurde der Betrieb in diesem Zusammenhang von Zugleitbetrieb auf Einzugbetrieb umgestellt.

### Erweiterungen durch Anschlussgleise

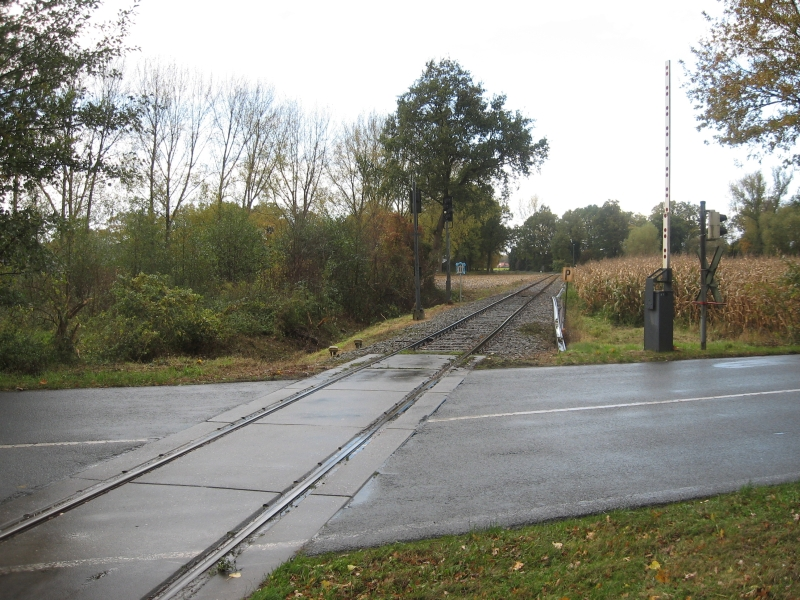
Bahnübergang und Gleisanlagen in Nordhorn (2008)

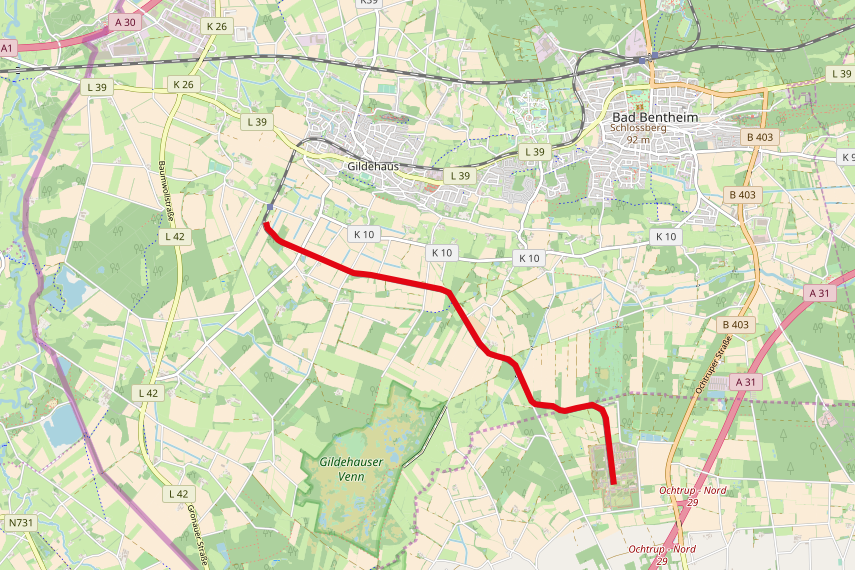
Karte der Neubaustrecke Ochtrup-Brechte – Achterberg (DB 9209)

Geringfügigen Zuwachs bekam das Netz noch durch einige Anschlussbahnen, die allein dem Güterverkehr dienen. Zur Anbindung des Hafens in Emlichheim am Coevorden-Piccardie-Kanal wurde im Jahr 1914 eine Anschlussstrecke gebaut, welche am 10. September 1928 vom Preußischen Staatsministerium genehmigt wurde. Die Gleisanlagen konnten nach den Bombardierungen im Zweiten Weltkrieg relativ schnell wieder aufgebaut werden, so dass der Zugverkehr schon im Juni 1945 teilweise anlief. Zum Abtransport von in Osterwald gefördertem Erdöl wurde im Mai 1949 mit dem Bau einer 3,9 Kilometer langen Anschlussbahn in Esche mit Mitteln der Erdölindustrie begonnen. Diese konnte als erste Bahnstrecke in der jungen Bundesrepublik im Dezember 1949 fertiggestellt werden. Später wurde über diese Strecke Erdöl aus Emlichheim zur von Osterwald nach Lingen führenden Pipeline befördert. Ebenso bekam der Gewerbe- und Industriepark (GIP) in Nordhorn 1977 ein eigenes, drei Kilometer langes, Anschlussgleis. Am 17. September 1986 wurde vom verbliebenen Stück der entwidmeten Strecke nach Gronau in Achterberg der Gleisanschluss zum Materialdepot der Bundeswehr in Ochtrup-Brechte eröffnet. Die Strecke ist 8,3 Kilometer lang, wobei 5,75 Kilometer auf niedersächsischen Gebiet liegen (Streckennummer 9209).

### Abbau von Streckenabschnitten
Die Strecke zwischen Bad Bentheim und Gronau blieb nach der Einstellung des Personenverkehrs 1965 und des Güterverkehrs 1981 fortan ungenutzt. Die Bentheimer Eisenbahn sah sich daher gezwungen, die Strecke abzubauen. Der Streckenabschnitt von Gronau bis Achterberg ist daher 1983 entwidmet und zurückgebaut worden. Allerdings wollte man Gildehaus nicht gänzlich vom Verkehr abschneiden und sich die Möglichkeit offen halten, das Materialdepot der Bundeswehr in Ochtrup-Brechte mit einem Gleis an das Netz anzuschließen.

### Güterverkehrszentren und Betriebseinrichtungen

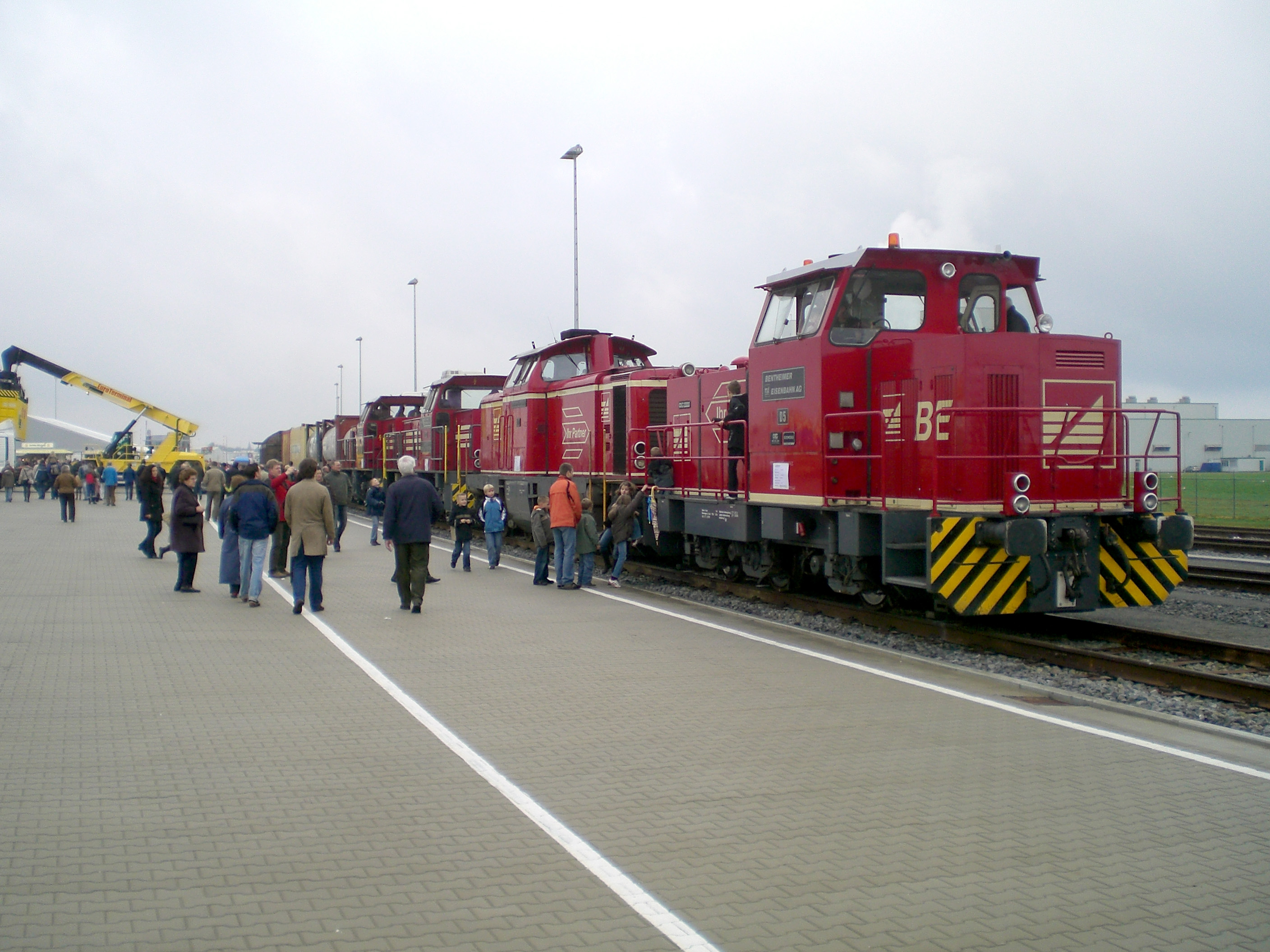
Lokomotiven der Bentheimer Eisenbahn bei der Eröffnung des Euroterminals Coevorden (2007)

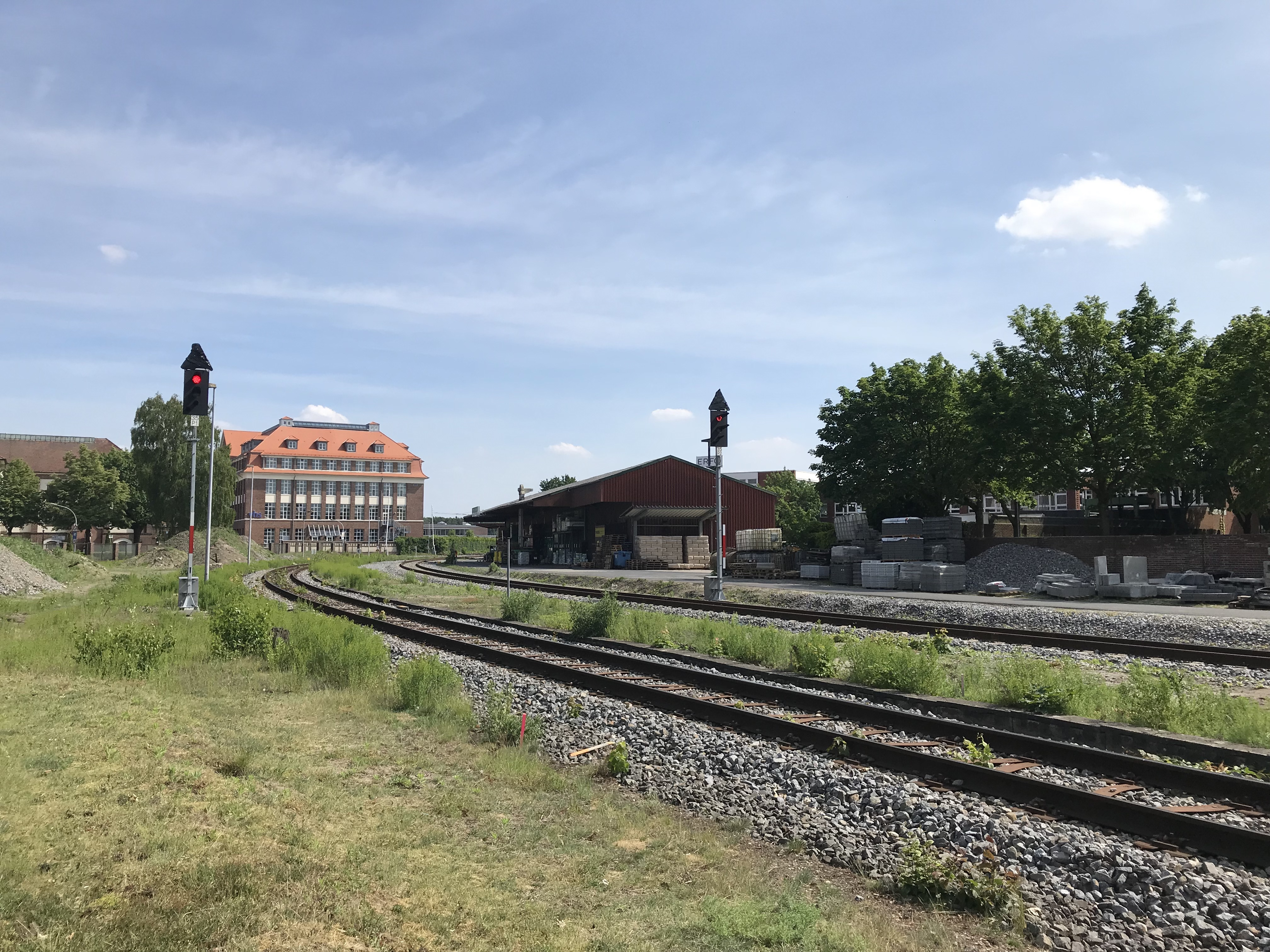
Gleisanlagen im Bereich des Bahnhofs Nordhorn (2019)

Die Bentheimer Eisenbahn beteiligte sich seit 1987 an Umbauten am Güterbahnhof in Coevorden und sicherte damit den Standort sowie zukünftige Transporte über das eigene Schienennetz. Im darauffolgenden Jahr wurde ein 10.000 Quadratmeter großes Grundstück von der Nederlandse Spoorwegen erworben, um Gleisanschlüsse für das dortige Gewerbegebiet anzulegen. Zum 1. Juli 1990 ging der Streckenabschnitt zwischen Laarwald und Coevorden in das Eigentum der Bentheimer Eisenbahn über, welchen sie bis zu diesem Zeitpunkt mieten musste. Das Güterverkehrszentrum in Coevorden wurde seit den 1990er Jahren stetig erweitert und von einer Gesellschaft aus Bentheimer Eisenbahn und einigen weiteren Unternehmen als „Euroterminal Coevorden“ betrieben. Neuansiedlungen von einigen Unternehmen im umgebenden „Europark“ führten dazu, dass das Güterumschlagszentrum mit knapp 22.500 umgeschlagenen Containern im Jahr 2005 an seine Kapazitätsgrenzen gelangt war, so dass die Anlage erweitert werden musste. Am 27. September 2006 war der erste Spatenstich zur Vergrößerung des Containerterminals auf 34.000 Quadratmeter Fläche. Am 19. Oktober 2007 wurde die Anlage feierlich eröffnet. Darüber hinaus entstanden ebenfalls mehrere Gleisanschlüsse für die ansässigen Unternehmen und Speditionen. Umgeschlagen werden dort derzeit etwa 25.000–35.000 TEU pro Jahr. Ein neuer Gleisbogen wurde im Mai 2017 in Betrieb genommen, der eine direkte Anbindung des „Euroterminals Coevorden“ in Richtung Rotterdam ermöglicht und Rangiervorgänge im Stadtzentrum nicht mehr erforderlich macht.
Seit 1997 ist die Bentheimer Eisenbahn mit Verwaltung, Werkstatt, Betriebshof und Güterbahnhof im Süden Nordhorns angesiedelt. Der Komplex wurde 2003 zum „Grafschafter Logistikzentrum“ (GLZ) ausgebaut. In der Logistikhalle wird auf einer Fläche von 2.800 Quadratmetern der Güterumschlag zwischen Straße und Schiene abgewickelt. Erweitert wurde das GLZ im Jahr 2008 um ein 3.400 Quadratmeter großes Hochregallager und 2011 um eine weitere Halle mit 1.500 Quadratmetern Fläche.
Am 24. Oktober 2014 wurde am Bahnhof Nord in Bad Bentheim das „EuroTerminal Bentheim-Twente“ eröffnet. Die Bentheimer Eisenbahn ist die Eigentümerin des 8950 Quadratmeter großen Grundstücks. Betreiber des neu geschaffenen Güterumschlagplatzes ist die CombiTerminalTwente B. V. (CTT), welche auch das Containerterminal im Hafen von Hengelo führt. Die Kapazität der Anlage liegt bei knapp 25.000 Containern und sie arbeitet im Verbund mit dem „Euroterminal Coevorden“ und dem „Terminal Hengelo“ zusammen. Des Weiteren bestehen Planungen für ein erheblich größeres Güterverkehrszentrum direkt an der deutsch-niederländischen Grenze im Bad Bentheimer Ortsteil Westenberg und für eine Umschlaganlage für den Kombinierten Ladungsverkehr in der Nähe des Betriebshofes in Nordhorn. Einen Teil der Anteile am Euroterminal Coevorden veräußerte die Bentheimer Eisenbahn im Jahr 2022 mehrheitlich an eine niederländische Spedition.

## Schienenverkehr

### Inbetriebnahme und Aufwärtstrend des Bahnverkehrs

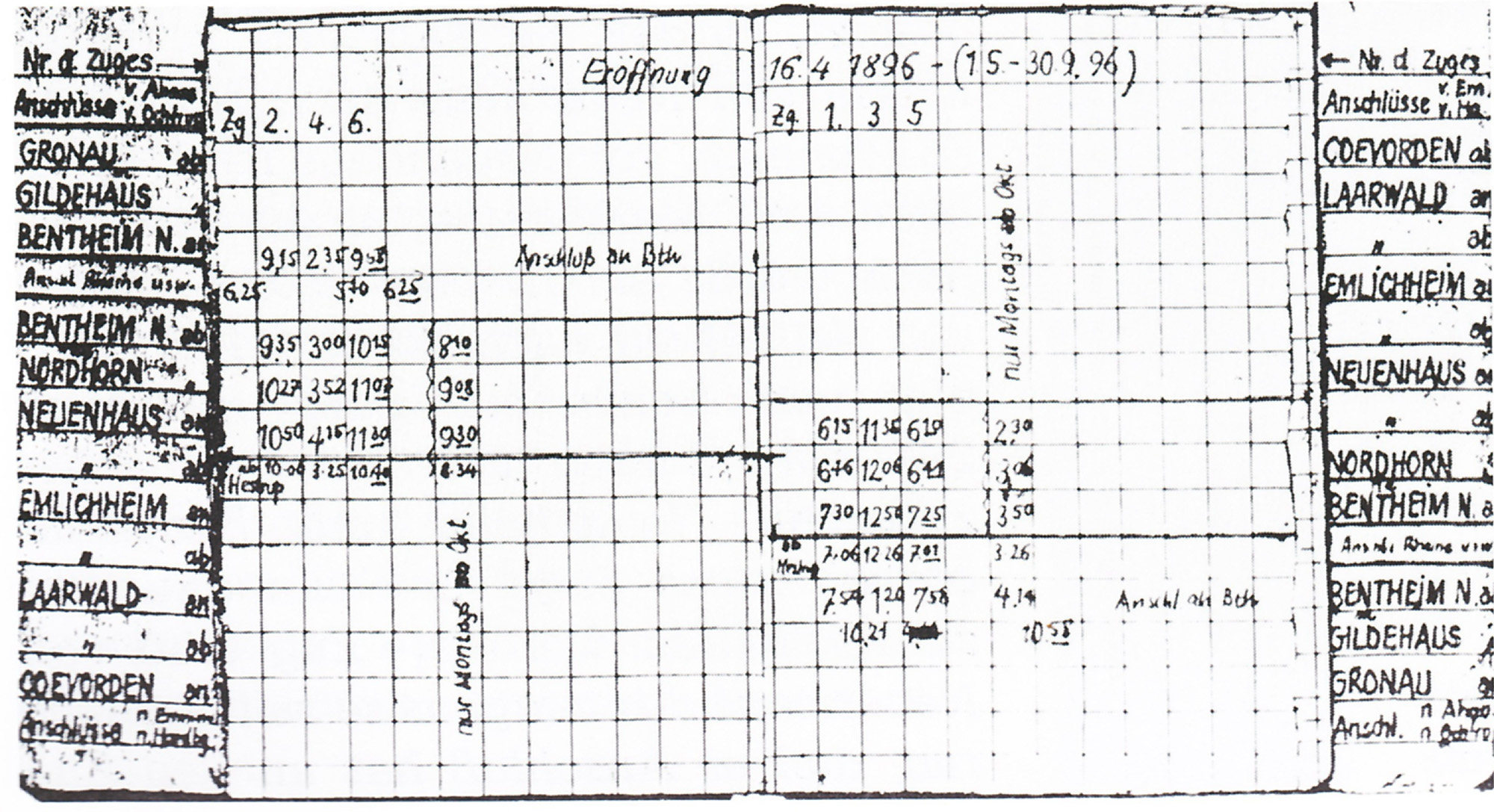
Der erste Fahrplan der Bentheimer Kreisbahn von 1896

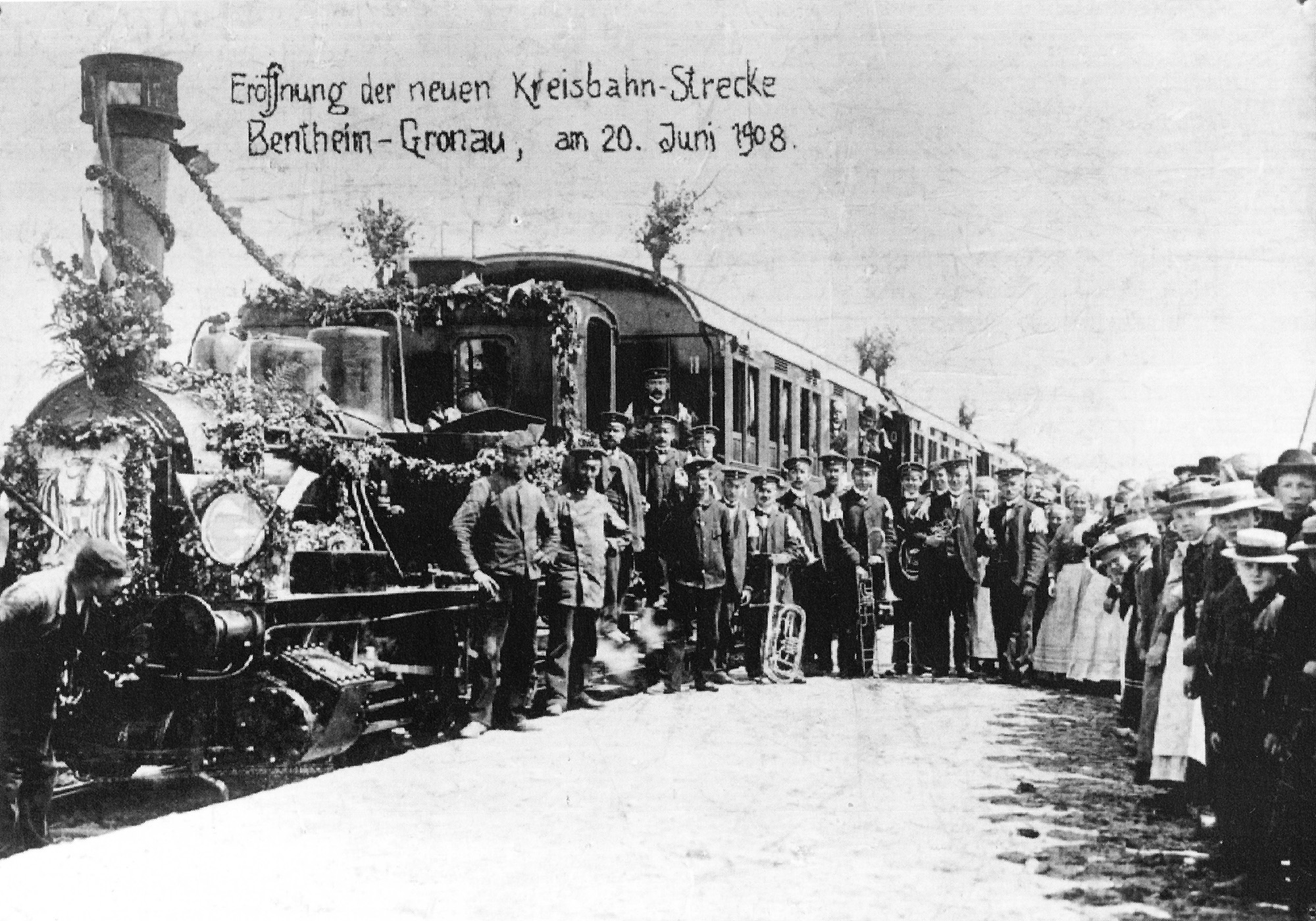
Eröffnung der Strecke Bentheim–Gronau am 20. Juni 1908

Im Dezember 1895 wurde der Eisenbahnverkehr von Bentheim nach Nordhorn aufgenommen. Als im folgenden Jahr die Strecke bis Neuenhaus fertiggestellt wurde, begann am 16. April 1896 der reguläre Betrieb bis Neuenhaus mit täglich drei Zugpaaren. Die Fahrzeit zwischen Bentheim und Neuenhaus betrug 75 Minuten bei einer Höchstgeschwindigkeit von 30 km/h. Zu diesem Zweck verfügte die Bentheimer Kreisbahn zunächst über drei Dampflokomotiven der Lokomotivfabrik Hohenzollern, drei Personenwagen, einen Packwagen, zwölf Güterwagen und einen Viehwagen. Ab dem Sommerfahrplan 1897 wurde der Personenverkehr mit täglich vier Zugpaaren aufgenommen. Im Betriebsjahr 1896 beförderte die Bentheimer Kreisbahn bereits 72.425 Personen, 28.218 Tonnen Güter und 30.324 Tiere. Für den schweren Güterverkehr wurde 1898 zusätzlich eine stärkere Dampflokomotive der Gattung T 7 angeschafft.
Ab dem 1. Mai 1906 an wurde die Zugbildung geändert. Wurden bis dahin die Güterwagen gemeinsam mit den verkehrenden Personenzügen befördert, so mussten ab diesem Zeitpunkt eigenständige Güterzüge verkehren. Dadurch konnte die Geschwindigkeit der Personenzüge von 30 km/h auf 40 km/h erhöht werden. 1907 kamen zwei und 1908 drei weitere Dampflokomotiven der Gattung T 3 bzw. T 7 hinzu. Außerdem wurden vier weitere geschlossene Güterwagen, ein Rungenwagen, zwei Personenwagen und ein Gepäckwagen mit Postabteil angeschafft. Der planmäßige Personenverkehr zwischen Gronau und Neuenhaus begann am 21. Juni 1908. Mit den zusätzlich beschafften Lokomotiven konnte die Fahrzeit von Neuenhaus nach Bentheim auf 64 Minuten verkürzt werden, die Fahrt nach Gronau dauerte noch 43 Minuten. Im Jahr 1908 wurden 148.824 Personen, 76.182 Tonnen Güter und 88.249 Stück Vieh befördert. Im Jahr darauf waren es 203.648 Personen, 97.853 Tonnen Güter und 93.137 Tiere.

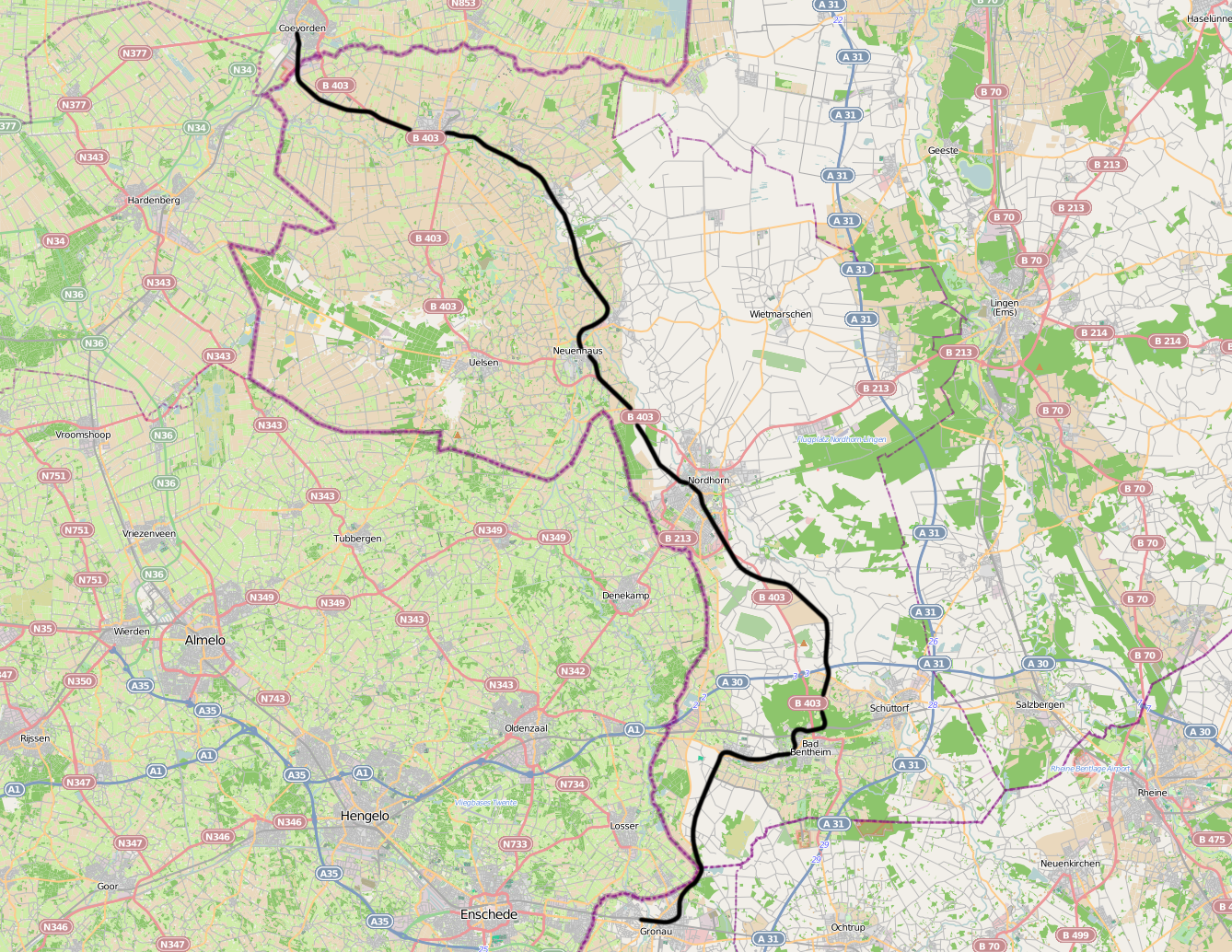
Streckennetz bis in die 1980er Jahre

Nach dem Sommerfahrplan 1911 verkehrten täglich vier Zugpaare von Gronau nach Coevorden, zusätzlich vier Züge zwischen Gronau und Nordhorn und drei Zugpaare zwischen Neuenhaus und Coevorden. Sonntags verkehrte jeweils ein Zugpaar von Bentheim Nord nach Gronau und von Bentheim Nord nach Neuenhaus. Der Fahrzeugpark bestand in diesem Jahr aus zehn Dampflokomotiven. Außerdem waren 54 Güterwagen, fünf Packwagen, 16 Personenwagen und 16 Spezialwagen im Einsatz. Die Höchstgeschwindigkeit auf der Strecke betrug 40 km/h für Personenzüge und 25 km/h für Güterzüge. Die Beförderungsleistung konnte auf 277.649 Personen, 155.061 Tonnen Güter und 132.054 Tiere gesteigert werden. Das weitere Wachstum der Verkehrsleistung machte eine Erweiterung des Fahrplans notwendig. So wurden zwischen Gronau und Neuenhaus fünf und zwischen Neuenhaus und Coevorden drei Züge pro Richtung eingesetzt. Außerdem verkehrten die seit 1906 eingesetzten selbständigen Güterzüge. Diese fuhren jeweils von Bentheim Nord nach Gronau und von Bentheim Nord nach Neuenhaus und zurück.

### Erster Weltkrieg und wirtschaftliche Auswirkungen

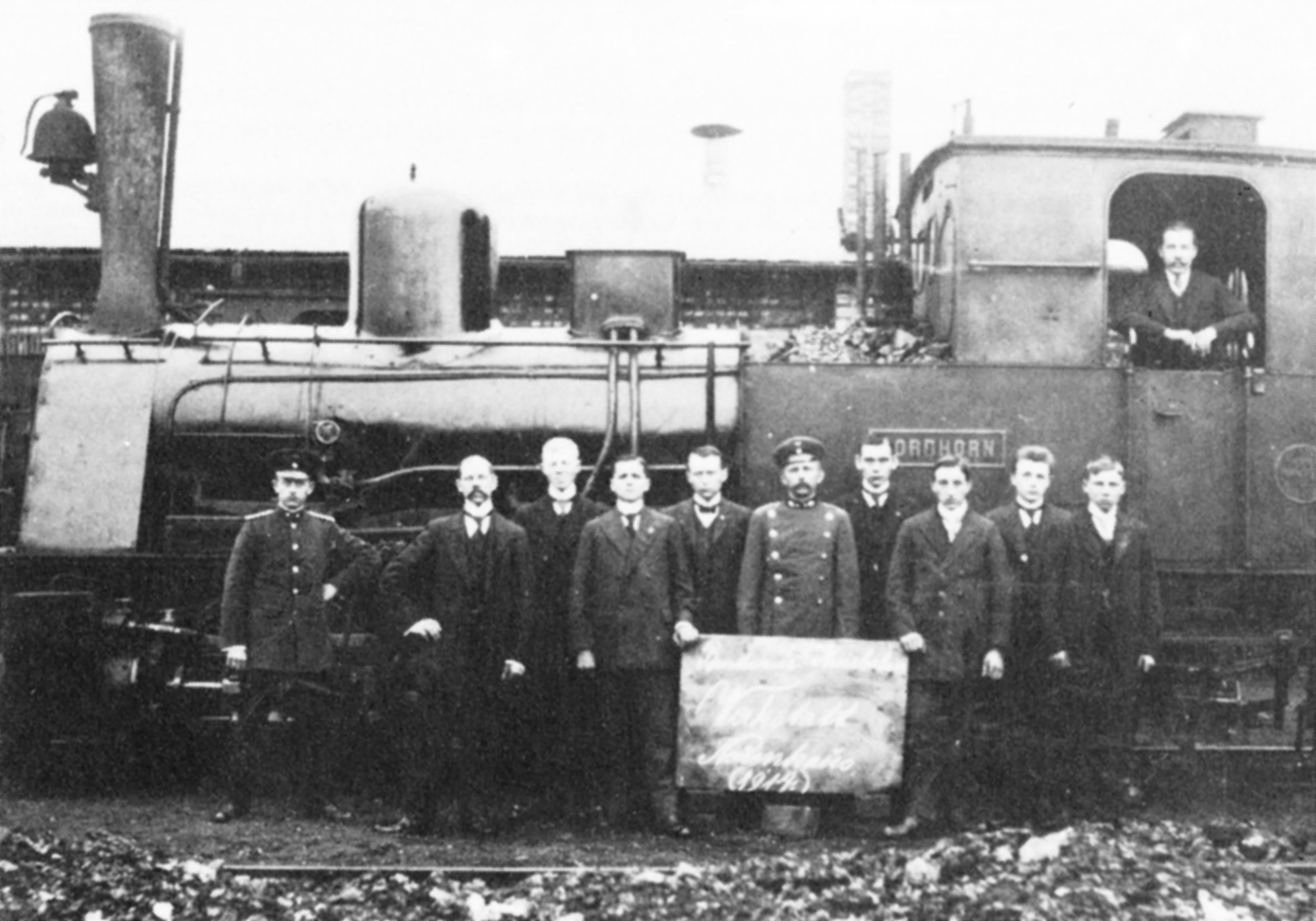
Hohenzollern-Dampflokomotive Nordhorn mit Werkstattpersonal im Jahr 1914

Während des Ersten Weltkrieges war der Eisenbahnverkehr von Militärtransporten geprägt. Der fahrplanmäßige Zivilverkehr wurde nach der Mobilmachung am 1. August 1914 innerhalb weniger Tage eingestellt. Auf der Strecke der Bentheimer Kreisbahn verkehrten nur noch Personenzüge mit einberufenen Soldaten. Die Grenze bei Coevorden wurde zunächst geschlossen, aber bereits am 4. August 1914 für einen eingeschränkten Verkehr wieder geöffnet. Auch die Strecke zwischen Gronau und Bardel wurde gesperrt. Zwischen Gronau und Neuenhaus verkehrten ab September 1914 wieder einige zivile, aber stark überfüllte Personenzüge. Obwohl der grenzüberschreitende Personenverkehr nach Coevorden eingestellt wurde, nahm der Güterverkehr weiter zu. Während des Krieges mussten Militärtransporte aus Norddeutschland ins Ruhrgebiet auf dem Streckenabschnitt Bentheim-Gronau kostenlos befördert werden. Dabei verlor die Bentheimer Kreisbahn zwei Güterwagen. Wegen Materialmangels konnten Reparaturen an Lokomotiven, Waggons und Gleisen nicht durchgeführt werden, sie befanden sich in einem schlechten Zustand. Die sanierungsbedürftigen Gleisanlagen führten daher häufig zu Entgleisungen.
Nach dem Krieg stieg die Verschuldung der Bentheimer Kreisbahn stark an. Sparsame Betriebsführung und damit verbundene Einsparungen bei der Instandhaltung der Strecke und der Bahnhöfe führten zu Zugausfällen und Verspätungen. Das Ansehen der Bahn in der Bevölkerung sank. Auch die Lokomotivwerkstatt in Neuenhaus war zu klein geworden und überlastet. Dies führte dazu, dass mehr als die Hälfte des Fuhrparks abgestellt werden musste. Um den Bahnverkehr überhaupt noch zu ermöglichen, wurden Personen- und Güterzüge zusammengelegt. Es gab daher auch Überlegungen, einen Teil der Bentheimer Kreisbahn an die Niederlande zu verkaufen. Der Kreistag widersetzte sich jedoch 1921 diesen Plänen. Ein neuer Betriebsleiter wurde eingesetzt und ein Kredit von 2.000.000 Mark gewährt. Der neue Betriebsleiter ließ notwendige Reparaturen an der Strecke durchführen. In Neuenhaus wurde eine neue Werkstatt und ein größerer Lokschuppen mit Drehscheibe gebaut, auch in Bentheim und Laarwald wurden Drehscheiben errichtet. Im Jahre 1921 standen insgesamt 13 Lokomotiven, 17 Personenwagen, 5 Post- und Gepäckwagen, 9 Viehwagen, 59 Güterwagen verschiedener Bauart zur Verfügung.

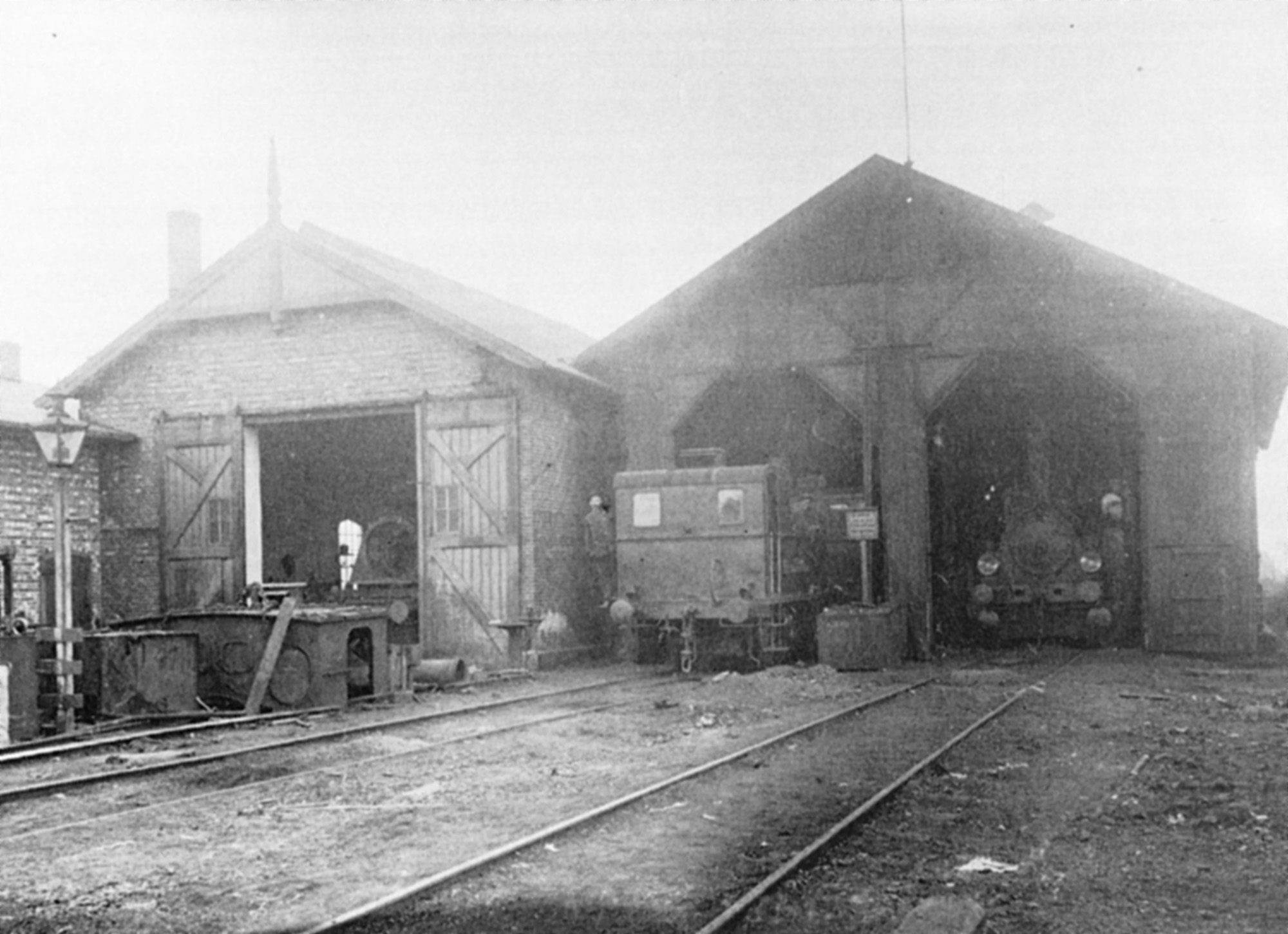
Die Werkstatt der Bentheimer Kreisbahn in Neuenhaus (1911)

Die wirtschaftliche Situation der Kreisbahn verbesserte sich durch neue Transportaufträge aus den Niederlanden. Die Verkehrsleistung konnte 1922 auf 575.767 Personen und 325.511 Tonnen Güter gesteigert werden. Die Erneuerung des Oberbaus und der Einbau eines Schotterbettes ermöglichten es, 1927 die Höchstgeschwindigkeit für Personenzüge auf 50 km/h zu erhöhen. Diese galt zunächst zwischen Bentheim und Neuenhaus und im folgenden Jahr auf der gesamten Strecke. Die Fahrzeit von Gronau nach Coevorden verkürzte sich dadurch von fünf auf drei Stunden. An Werktagen verkehrten vier, an Sonntagen sieben Zugpaare. Ab 1930 wurden die Fahrten zwischen Bentheim und Neuenhaus von vier auf sieben Züge verdichtet und mit dem beginnenden Busverkehr verknüpft.

### Einfluss der Weltwirtschaftskrise und des Zweiten Weltkriegs
Die Weltwirtschaftskrise führte dazu, dass im Jahr 1931 die Betriebskosten trotz Sparsamkeit erstmals nicht mehr gedeckt werden konnten. So war es notwendig geworden, den Fahrplan wieder einzuschränken und Beschäftigte zu entlassen. Ab dem 1. Dezember 1931 führte die Bentheimer Eisenbahn den Betrieb der Ahaus-Enscheder Eisenbahn und ab dem 1. Januar 1933 auch die Meppen-Haselünner Eisenbahn. Dies ermöglichte der Bentheimer Eisenbahn die Vermeidung größerer Entlassungen, indem neben wenig genutzten Teilen des Fahrzeugparks auch ein Teil der Angestellten in diese beiden Unternehmen überführt wurden. Im Jahr 1933 erwarb die Bentheimer Eisenbahn als erste Privatbahn im Deutschen Reich einen Wismarer Schienenbus. Die Anzahl der verkehrenden Züge zwischen Bentheim und Nordhorn wurde dadurch auf insgesamt neun Stück im Jahr 1933 gesteigert. Kurzzeitig profitierte die Bentheimer Eisenbahn von der 1936 beginnenden Kultivierung des Emslandes durch den Reichsarbeitsdienst bis dessen Abzug im Mai 1938. Die Verkehrsleistung lag 1939 bei 654.234 Personen, rund 310.900 Tonnen Fracht und 91.101 Vieh. Zwischen Bentheim und Gronau fuhren im Einzelnen werktags drei Dampfzüge und ein Schienenbus für den Personenverkehr in jede Richtung. An Sonntagen verkehrten sieben mit Dampflokomotiven bespannte Zugpaare. Auf der Strecke Bentheim–Neuenhaus waren an Werktagen sieben Dampfzugpaare und ein Triebwagenpaar eingesetzt, sonntags verkehrten dort acht Dampfzugpaare. Grenzüberschreitend von Neuenhaus nach Coevorden sind werktags drei mit Dampflokomotiven bespannte Züge und ein Triebwagen sowie an Sonntagen vier Zugpaare mit Dampftraktion in jede Richtung gefahren. Der Güterverkehr auf der gesamten Strecke ist dabei mit einem Güterzug von Gronau nach Coevorden und umgekehrt abgewickelt worden. Für den Bahnverkehr waren zum 31. Dezember 1939 insgesamt 16 Lokomotiven, 25 Personenwagen, 9 Post- und Gepäckwagen, ein Schienenbus sowie 102 Güterwagen im Bestand.

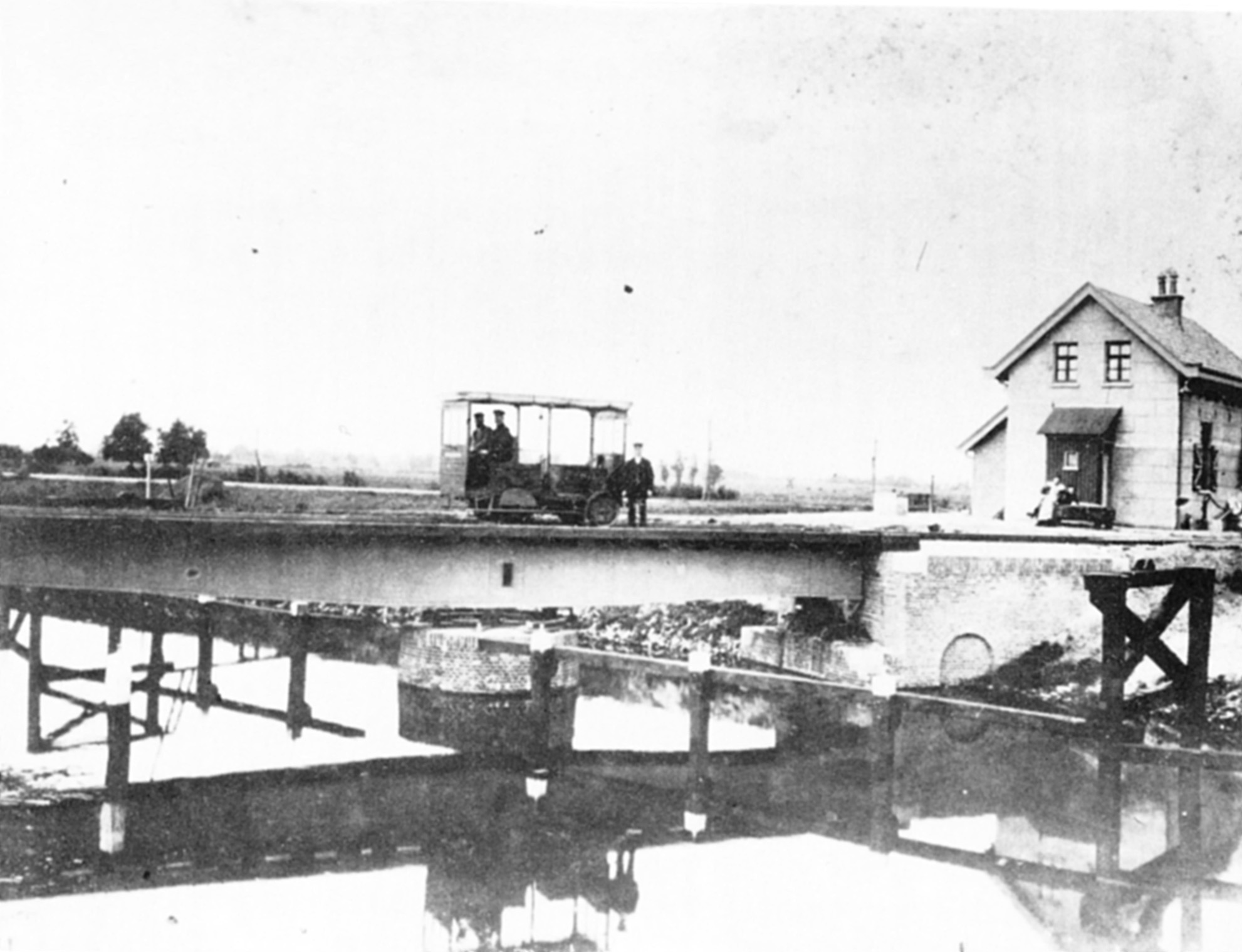
Die Drehbrücke in Coevorden im Jahr 1910 kurz vor der Streckeneröffnung

Mit Beginn des Zweiten Weltkriegs wurde der mittlerweile ohnehin reduzierte grenzüberschreitende Güterverkehr in die Niederlande komplett eingestellt. Auch der Personenverkehr nach Coevorden wurde auf ein werktägliches Zugpaar reduziert und zum 1. September 1939 komplett eingestellt. In den Kriegsjahren 1939 bis 1943 fuhr, bedingt durch Kraftstoffmangel, nur noch ein Zugpaar zwischen Bentheim und Neuenhaus, im folgenden Jahr wurde der fahrplanmäßige Personenverkehr ganz eingestellt. Durch die Erschließung und Förderung von Erdöl in der Niedergrafschaft in den Jahren 1941 und 1942 eröffnete sich eine neue Transportaufgabe für die Bentheimer Eisenbahn. Dazu wurde sogar eine neue Dampflokomotive der Baureihe 86 angeschafft. Dazu transportierte man das Erdöl aus der Niedergrafschaft zur Übergabe an die Reichsbahn nach Bentheim. Den Personenverkehr dominierten vor allem Wehrmachtstransporte. Der Zugverkehr konnte insgesamt nur noch in geringem Umfang durchgeführt werden, da die Strecke immer wieder Ziel von Fliegerangriffen war. Da deutsche Truppen die Drehbrücke bei Coevorden vor dem Kriegsende gesprengt hatten, ruhte fortan der grenzüberschreitende Güterverkehr. Nach dem Einzug der Alliierten im April 1945 wurde der Bahnverkehr komplett eingestellt.

### Veränderung und Modernisierung nach dem Zweiten Weltkrieg
Die Leitung der Bentheimer Eisenbahn konnte den Abtransport von Lokomotiven und Waggons durch die Alliierten verhindern, so dass der Verkehr schon im Juni 1945 wieder teilweise und bis Ende des Jahres komplett aufgenommen werden konnte. Insbesondere der Personenverkehr war mit stark überfüllten Zügen durch Menschen geprägt, die aus den Städten zur Lebensmittelversorgung in die Dörfer fuhren.
Der Güterverkehr war fortwährend stark durch die weiter zunehmende Erdölförderung bestimmt. Für den Transport der Kesselwagen wurden 1950 extra zwei Tenderlokomotiven angeschafft. Im Bereich anderer Güter musste die Bentheimer Eisenbahn immer mehr Anteile an den Lastkraftwagenverkehr auf der Straße abgeben. Die kurz vor Kriegsende gesprengte Drehbrücke bei Coevorden war noch nicht wiederhergestellt worden, so dass diese vor Kriegsbeginn wichtigen Transporte ebenfalls fehlten. Nach längeren Verhandlungen mit der niederländischen Seite wurden eine Brücke über den Kanal und die abgebauten Gleise zum Bahnhof Coevorden durch die Bentheimer Eisenbahn neu angelegt. Der grenzüberschreitende Güterverkehr konnte daher am 15. Januar 1951 wiederaufgenommen werden. Eine Pipeline von Osterwald zur Raffinerie in Lingen wurde 1953 in Betrieb genommen, durch welche das bisher mit der Bahn beförderte Erdöl gepumpt wurde. Erhalten werden konnte der Bahnverkehr mit gefördertem Erdöl auf der Strecke Emlichheim–Osterwald. Die Umstellung von Dampflokomotiven auf Diesellokomotiven wurde 1955 begonnen. Erste Diesellokomotiven wurden von Maschinenbau Kiel beschafft.

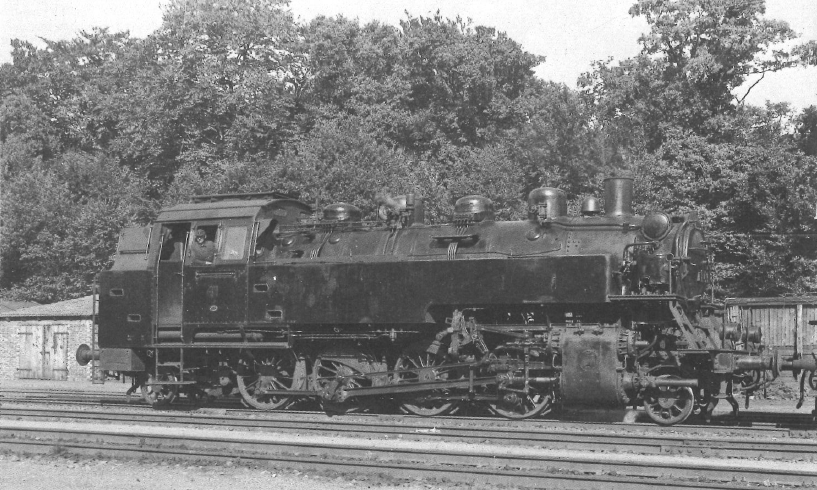
Dampflokomotive BE 41 (circa 1950)

Der Personenverkehr war mittlerweile durch Fahrgäste mit ermäßigten Fahrkarten geprägt, die einen wirtschaftlichen Betrieb nicht gewährleisten konnten. Man entschied sich deshalb 1952, zur Aufwertung des Verkehrs und Betriebskostensenkung den Fahrzeugpark zu modernisieren. Dazu wurden drei Esslinger Triebwagen jeweils samt Beiwagen bestellt, die in einer neu gebauten Triebwagenhalle mit Werkstatt in Bentheim untergebracht wurden. 1954 wurde ein weiterer Triebwagen vom Typ Uerdinger Schienenbus angeschafft und 1958 wurde ein vierter Triebwagen mit Beiwagen der Maschinenfabrik Esslingen gekauft. Der Personenverkehr auf der Schiene wurde damit bis auf eine Dampftraktion fast komplett auf Triebwagen umgestellt. Mit dem Sommerfahrplan 1953 war erstmals eine durchgehende Verbindung auf der Strecke der Bundesbahn nach Rheine mit Übergang zu den Zügen nach Osnabrück und Münster realisiert. Ebenfalls wurde ein Kurswagen aus Neuenhaus in Bentheim in den Eilzug nach Hannover eingegliedert. Darüber hinaus befuhren Triebzüge der Bundesbahn die Strecke der Bentheimer Eisenbahn mit dem Grenzland-Express von Bentheim über Gronau nach Düsseldorf.
Nach der Auflösung des Niedersächsischen Landeseisenbahnamts im Jahr 1959 übernahm die Bentheimer Eisenbahn zunächst die Betriebsführung von vier weiteren Kleinbahnen im westlichen Niedersachsen: Neben der bereits seit den 1930er-Jahren verwalteten Ahaus-Enscheder Eisenbahn und Meppen-Haselünner Eisenbahn wurden auch die Ankum-Bersenbrücker Eisenbahn, die Kleinbahn Ihrhove–Westrhauderfehn, die Kleinbahn Leer–Aurich–Wittmund sowie die Kreisbahn Emden–Pewsum–Greetsiel von der Bentheimer Eisenbahn betrieben. Darüber hinaus wurde 1961 die Leitung der Wittlager Kreisbahn übernommen. Es gestaltete sich schwierig, diese Unternehmen wirtschaftlich zu führen, da diese vor allem durch Personenverkehr geprägt waren, profitabler Güterverkehr fehlte und die Gleisanlagen teilweise in schlechtem Zustand waren. Bereits 1962 wurde daher der Schienenverkehr der Kreisbahn Emden–Pewsum–Greetsiel eingestellt und die Strecke zurückgebaut. Die Leitungsaufgabe der Bentheimer Eisenbahn in weiteren Unternehmen endete in den 1970er-Jahren. Die Betriebsführung der letzten beiden verbliebenen Unternehmen wurde 1990 beendet.

### Wirtschaftliche Schwierigkeiten und Einstellung des Personenschienenverkehrs
Einen großen Anteil am Güteraufkommen hatte der Transport von Erdöl. Im Jahr 1963 wurden rund 600.000 Tonnen befördert, dies waren zwei Drittel der gesamten Gütermenge von 900.000 Tonnen. Der Fuhrpark der Bentheimer Eisenbahn bestand zu dieser Zeit aus drei Dampflokomotiven, acht Diesellokomotiven und fünf Triebwagen. Nachdem es bereits eine Ölpipeline von Osterwald nach Lingen gab, die zu Einbußen beim Öltransport führte, musste die Bentheimer Eisenbahn mit weiteren Verlusten rechnen. 1958 wurde die Nord-West-Oelleitung von Wilhelmshaven nach Köln in Betrieb genommen. An diese Leitung wurde 1964 ein Abzweig von Osterwald angeschlossen, wodurch ein Großteil der Öltransporte entfiel. Mit stark ermäßigten Tarifen für den Transport des Erdöls konnte die Bentheimer Eisenbahn den Transport von Emlichheim nach Osterwald weiterhin auf der Schiene sichern. Der letzte überregionale Erdölzug verließ das Schienennetz der Bentheimer Eisenbahn am 2. September 1964 in Gronau, wo die Kesselwagen an die Bundesbahn übergeben wurden. Damit ging die Transportleistung im Güterverkehr 1964 auf 660.000 Tonnen zurück.

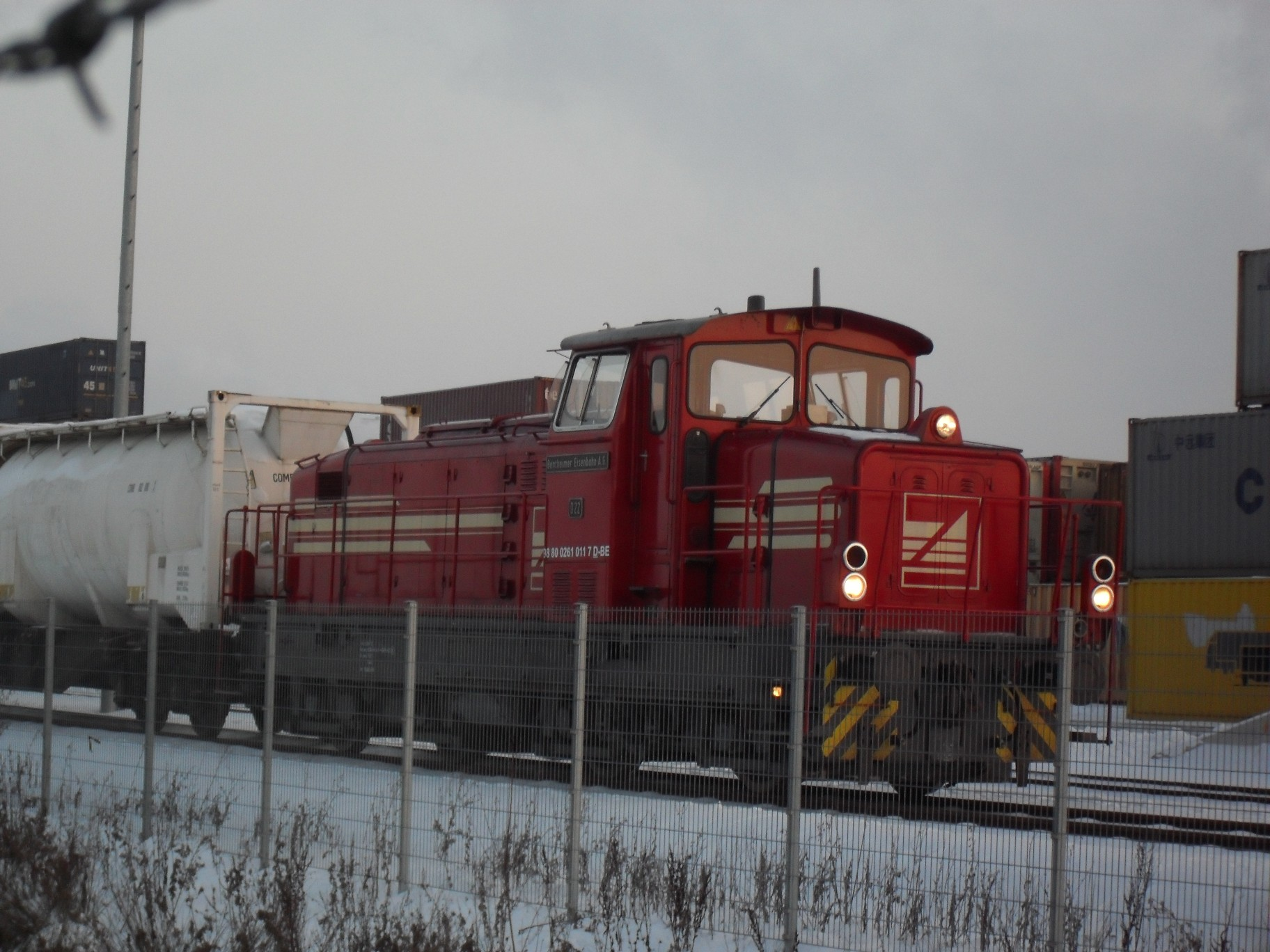
Ehemalige D22 (MaK G 1100 BB)

Mit dem Wegfall der Einnahmen aus dem Öltransport wurden Überlegungen zur Rationalisierung des Betriebs angestellt. Im Personenverkehr entschied man sich für den kostengünstigeren Busverkehr und reduzierte sukzessive den Bahnbetrieb. Der Schüler- und Berufsverkehr vor allem aus der Obergrafschaft und der Niedergrafschaft nach Nordhorn musste wegen des hohen Fahrgastaufkommens zunächst weiterhin auf der Schiene abgewickelt werden. Zum Fahrplanwechsel im Sommer 1966 wurde der Personenverkehr zwischen Gildehaus und Gronau vollständig eingestellt. Gleichzeitig endete auch der Schienenpersonenverkehr im weiteren Streckenverlauf an Sonn- und Feiertagen. Die Werkstattarbeiten konzentrierten sich ab 1969 auf die Werkstatt in Neuenhaus, da die Triebwagenwerkstatt in diesem Jahr verkauft wurde. Zum Sommerfahrplan 1971 wurde der Betrieb von Triebwagen auf Diesellok bespannte Züge umgestellt. Die Triebfahrzeuge wurden verkauft. So verblieben 1975 nur noch vier Diesellokomotiven für den Güterverkehr und vier Rangierlokomotiven. Bis zum 25. Mai 1974 verkehrten noch planmäßige Personenzüge. Sie wurden durch eigene Omnibuslinien ersetzt. In den 1970er Jahren sank das Güteraufkommen auf 466.000 Tonnen im Jahr 1971 und weiter auf 378.000 Tonnen im Jahr 1979. Die Bentheimer Eisenbahn schrieb in diesen Jahren negative Bilanzen und hatte große Schwierigkeiten, neue rentable Transportaufgaben zu finden. Änderungen der Bundesbahn im Stückgutverkehr ermöglichten eine neue Transportaufgabe für die Bentheimer Eisenbahn. So wurde vom Knotenbahnhof Rheine aus die Zustellung von Stückgütern zu den Bahnhöfen Schüttorf, Bad Bentheim und Gildehaus übernommen. Ab dem 1. Januar 1976 stellte die Bundesbahn jedoch den Stückgutverkehr in der Niedergrafschaft ein, so dass der Bahnhof Nordhorn als Güterbahnhof genutzt werden musste. Zuvor war am 1. November 1975 in Nordhorn ein Containerumschlagplatz eröffnet worden. Diese Maßnahmen führten jedoch nicht zu einer Verbesserung der finanziellen Situation.

### Wirtschaftlicher Aufschwung und gegenwärtige Entwicklung

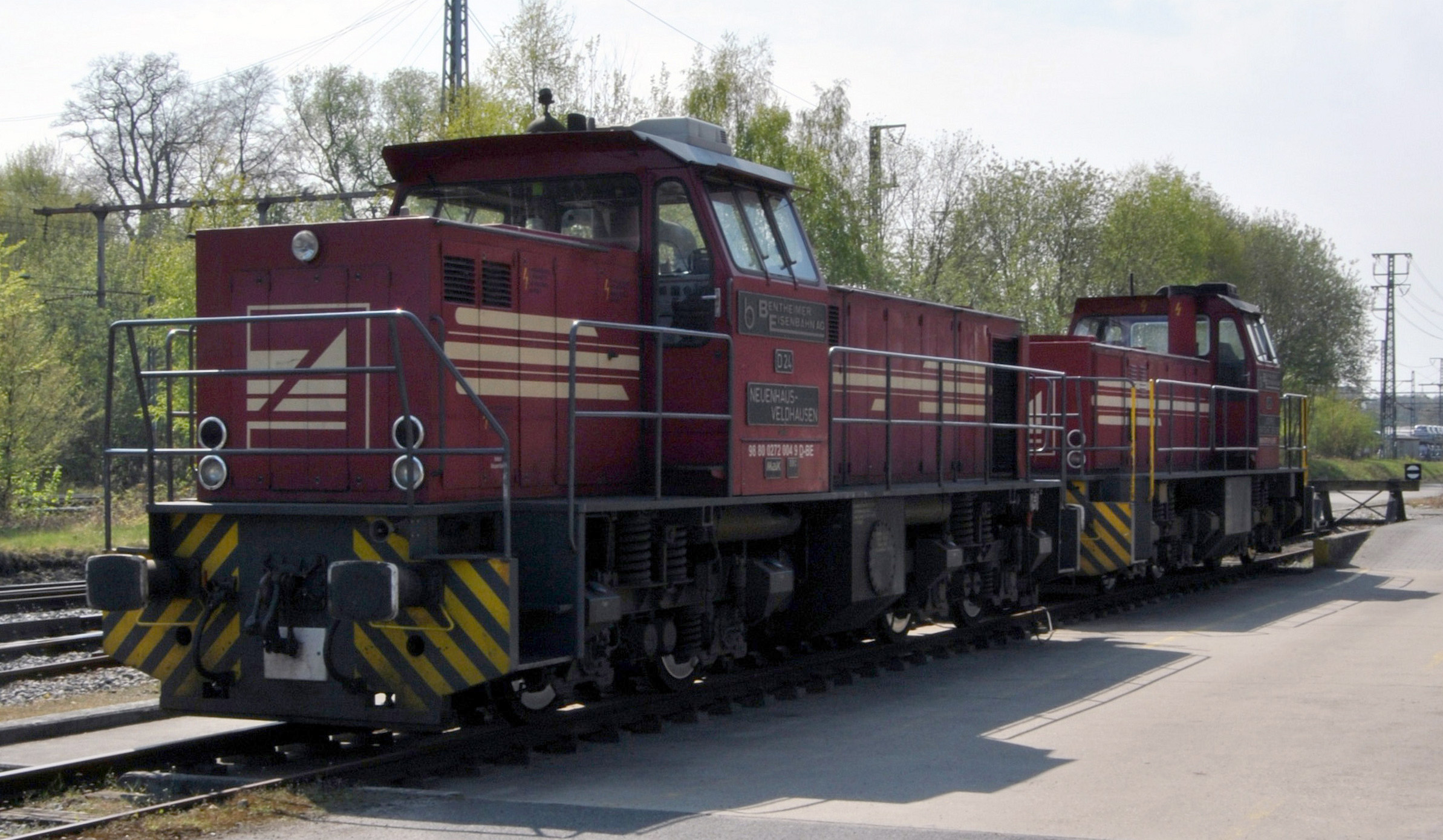
D24 (MaK DE 1002) und ehemalige D23 (MaK G 1202 BB) in Bad Bentheim

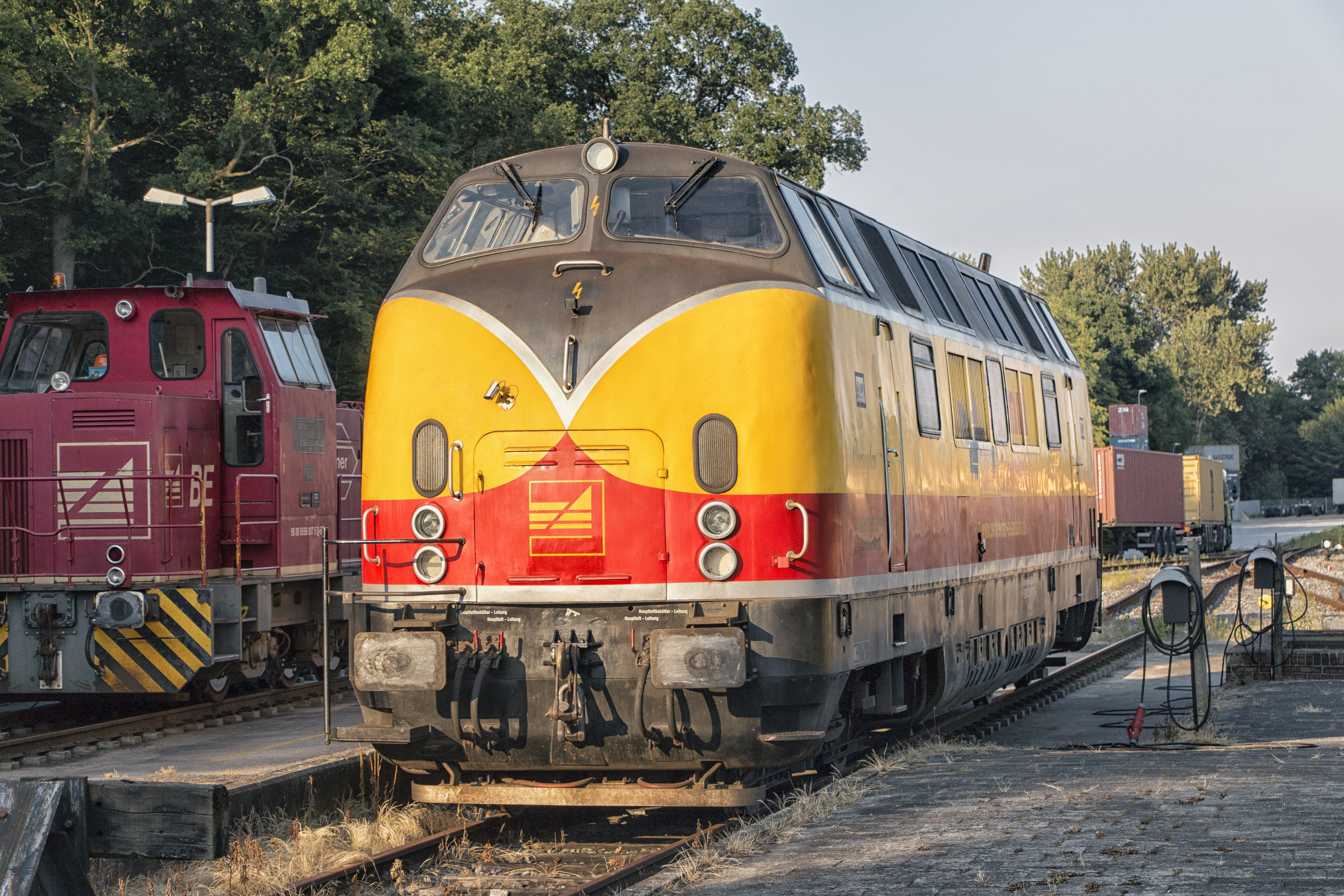
Ehemalige D20 (Baureihe V 200.1)

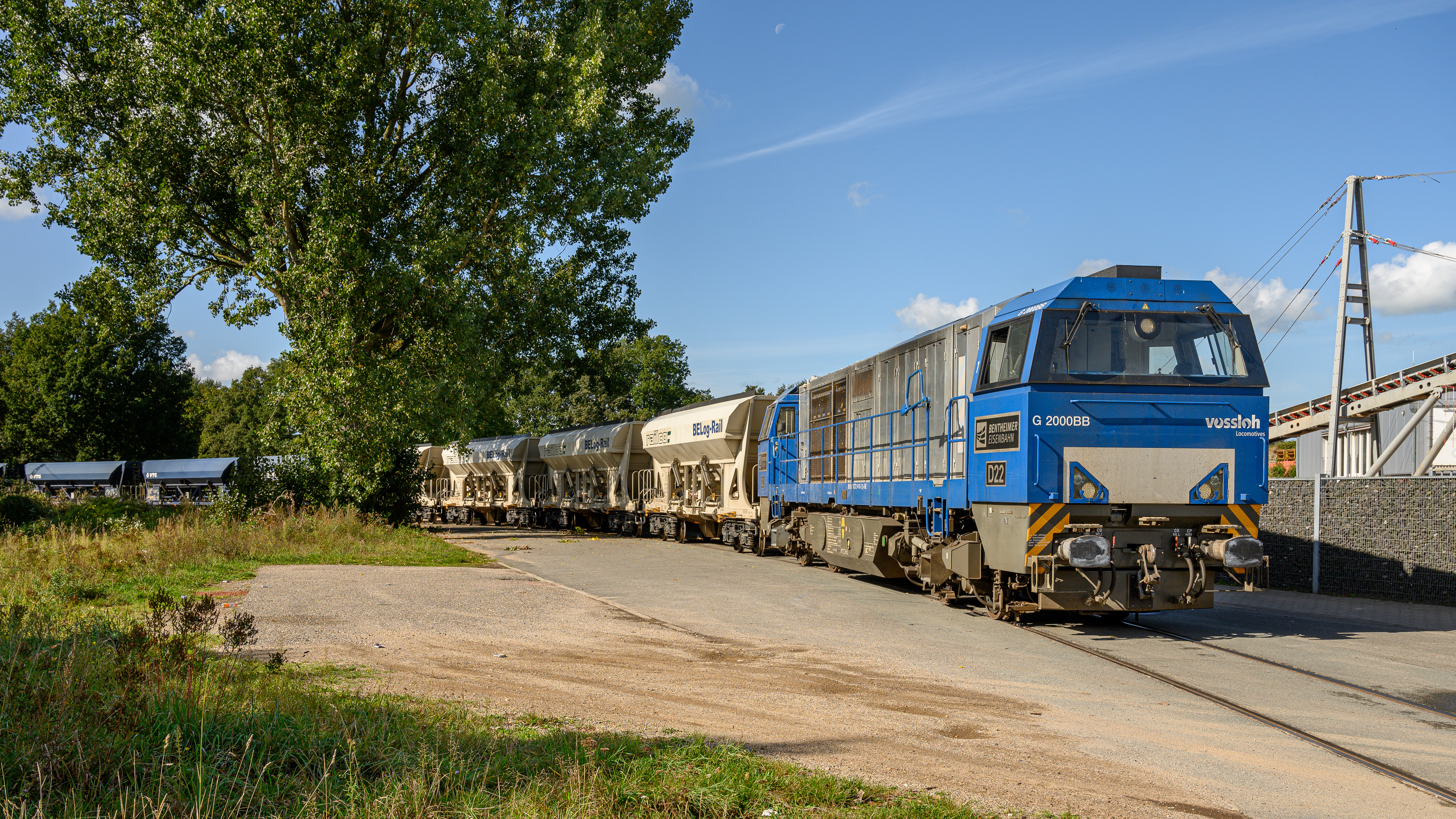
D22 (Vossloh G 2000-3 BB)

Schwarze Zahlen konnte die Bentheimer Eisenbahn mithilfe von Umstrukturierungen erstmals wieder im Jahr 1978 schreiben. Der Durchgangsverkehr in die Niederlande mit Stärke, Weizenmehl und Kartoffeln sowie die Beförderung von Zement aus Westfalen zum Umladebahnhof Laarwald nahmen nach 1980 einen erheblichen Umfang an. Die gesteigerten Gütermengen und erheblich gewachsenen Einnahmen veranlassten das Unternehmen, neben Investitionen in die Infrastruktur auch weitere Diesellokomotiven von Maschinenbau Kiel anzuschaffen. Allerdings veränderte die Bundesbahn ihre Logistik und löste den Bahnhof Gronau als Knotenpunktbahnhof auf. Güterwagen wurden nur noch im Bahnhof Bad Bentheim übergeben. Damit endete am 25. September 1981 der Güterverkehr auf dem Abschnitt Bad Bentheim–Gronau. Dennoch wurden im Jahr 1982 rund 640.000 Tonnen Fracht transportiert, welches einen Rekordwert für die vorausgegangenen Jahre darstellte. Am 28. November 1986 konnte der Transport von insgesamt 1.000.000 Tonnen Zement seit September 1979 verzeichnet werden. Zum Jahr 1990 übernahm die Bentheimer Eisenbahn über den Stückgutverkehr vom Knotenbahnhof Rheine in den Landkreis Grafschaft Bentheim hinaus auch den Verkehr in den Altkreis Lingen von der Bundesbahn. Die Beförderungsmenge von Gütern stieg im Jahr 1990 auf 688.100 Tonnen an, dabei machte der Güterbahnhof in Coevorden einen Anteil von 27 % aus.
Im Jahr 2011 belief sich das Gütertransportaufkommen auf rund 1,15 Millionen Tonnen, etwa 70 % des Volumens wurde dabei im grenzüberschreitenden Industriegebiet Europark zwischen Laar und Coevorden generiert. Im Jahr 2016 lag das Tonnageaufkommen bei 1.113.029 Tonnen. Schwerpunkte im Güterverkehr der Bentheimer Eisenbahn waren Sand- und Kiestransporte, Agrarprodukte, Erdöltransporte, Torftransporte, Stahltransporte, Tierfutter und Sendungen im kombinierten Verkehr.
Die Bentheimer Eisenbahn hat im Februar 2020 die Sicherheitsbescheinigung nach § 7a AEG zurückgegeben. Damit war sie nicht mehr berechtigt, als Eisenbahnverkehrsunternehmen Strecken des übergeordneten Netzes zu befahren. Der Verkehr mit Rohölzügen, zuletzt noch zwischen Emlichheim und Osterwald, wurde Ende Juli 2021 eingestellt, da der Ölproduzent Wintershall Dea eine Pipeline auf dem verbliebenen Abschnitt in Betrieb nahm. Damit endete nach 68 Jahren die Zusammenarbeit der beiden Unternehmen. Im Januar 2023 hat die Bentheimer Eisenbahn die Sicherheitsbescheinigung wiedererlangt und darf wieder auf allen Strecken in Deutschland und bis zur niederländischen Grenzstation Coevorden verkehren.
Die Bentheimer Eisenbahn ist Mitglied im Tarifverband der Bundeseigenen und Nichtbundeseigenen Eisenbahnen in Deutschland (TBNE).

### Wiederaufnahme des Schienenpersonenverkehrs 2019

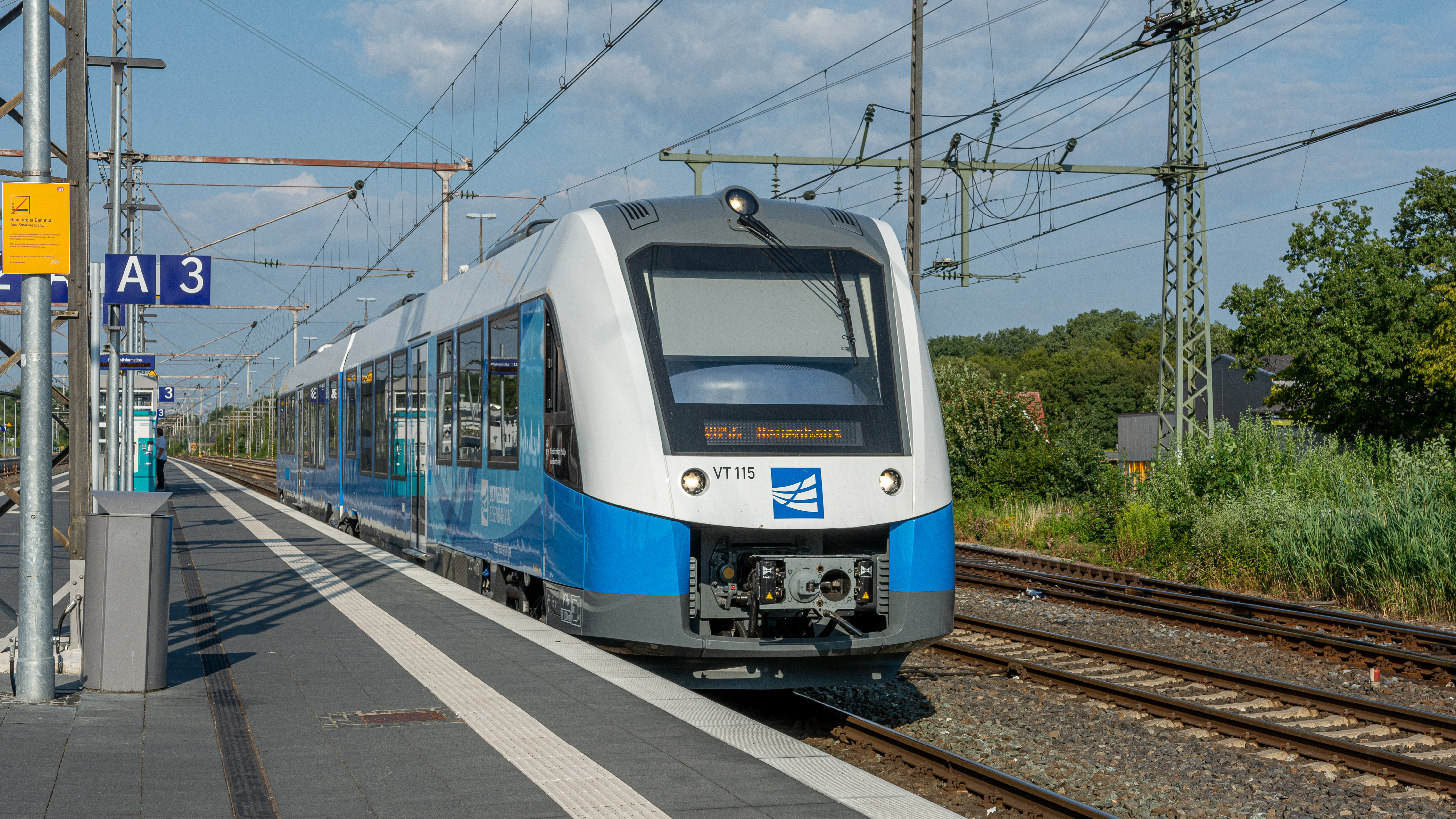
Personenzug in Bad Bentheim

Am 7. Juli 2019 wurde nach rund vierjähriger Planungs- und Bauzeit der Personenverkehr auf einem Teilabschnitt der Bahnstrecke Gronau–Coevorden wieder aufgenommen. Zurzeit verkehren stündlich Triebfahrzeuge vom Typ Coradia LINT 41, teilweise in Doppeltraktion, als RB 56 auf der Verbindung Bad Bentheim–Quendorf–Nordhorn–Neuenhaus. Eine Verlängerung der Linie bis Coevorden ist im Jahr 2026 vorgesehen. Angedacht ist außerdem, die Linie über die Bahnstrecke Zwolle–Stadskanaal nach Emmen weiterzuführen.
In den ersten sechs Monaten wurden auf der wiedereröffneten Strecke insgesamt 306.000 Fahrgäste transportiert. Mehr als 97 % der Züge fuhren in dem Zeitraum pünktlich. Im Jahr 2020 fuhren 368.000 und 2021 etwa 371.000 Fahrgäste mit der RB 56. Im Jahr 2023 waren 99,46 % der Züge und im Jahr 2024 waren 99,49 % der Züge pünktlich. Damit war die Linie in beiden Jahren niedersachsenweit die pünktlichste Linie im SPNV.
Es war zunächst geplant, im Frühjahr 2020 einen Ausweichbahnsteig am in Richtung Ochtrup-Brechte führenden Gleis der Bentheimer Eisenbahn im Bereich des Bahnhofs Bad Bentheim zu errichten. Die Einfahrt zum dortigen Bahnsteig an Gleis 3 im Netz der Deutschen Bahn war in den ersten Betriebsmonaten durch dort wartende Güterzüge gelegentlich nicht möglich.

## Busverkehr

### Erste Busverbindungen und Situation bis zum Zweiten Weltkrieg
Obwohl einige Gemeinden im Landkreis Grafschaft Bentheim in Nord-Süd-Richtung durch den Schienenverkehr erschlossen waren, blieben die Ortschaften abseits der Strecke weiter nicht an den öffentlichen Verkehr angebunden. Darüber hinaus hatte die Deutsche Reichspost im Jahr 1925 eine Linie Freren–Lingen–Nordhorn im Rahmen der Kraftpost eingerichtet. Ebenfalls startete der Spediteur Johann Schulte in diesem Jahr eine zweimal täglich verkehrende Buslinie Lingen–Nordhorn–Neuenhaus–Uelsen–Wilsum. Später wurde das Angebot auf eine viermal tägliche Verbindung ausgedehnt.
Die Verkehrsgenossenschaft Uelsen eGmbH wurde im Jahr 1926 gegründet, welche den Zweck des Schülerverkehrs aus der Niedergrafschaft nach Nordhorn verfolgte. Darin beteiligte sich auch die Bentheimer Eisenbahn. Im Juli 1926 wurde von dieser Genossenschaft die im vorigen Jahr eingerichtete Linie des Spediteurs Johann Schulte übernommen. Die Fahrten zwischen Lingen und Nordhorn wurden auf zwei tägliche Fahrten in jeder Richtung beschränkt, da sich der Betrieb dort nicht rentierte. Allerdings wurde die Verbindung zwischen Uelsen und Neuenhaus zunächst auf sechs und ab 1928 auf acht tägliche Fahrtenpaare erhöht. Auch wurde ab 1926 die Buslinie Uelsen–Itterbeck angeboten, welche jedoch bereits 1928 wieder eingestellt wurde. Die Verkehrsgenossenschaft konnte keinen wirtschaftlichen Betrieb führen, so dass diese die Tätigkeit im April 1930 beendete.
Daraufhin übernahm die Bentheimer Eisenbahn den Betrieb der Buslinien sowie die genutzten Fahrzeuge. Dabei wurden der Busverkehr zwischen Wilsum und Lingen allerdings reduziert. Im Jahr 1937 wurde die Linie dann auf die Verbindung Neuenhaus–Uelsen beschränkt. Mit Beginn des Zweiten Weltkriegs mussten die Busse an die Wehrmacht abgegeben werden, so dass der Verkehr eingestellt werden musste. Die Bentheimer Eisenbahn beantragte die Genehmigung für den Betrieb der Buslinien Neuenhaus–Laarwald und Neuenhaus–Gronau. Damit sollte das Verkehrsgebiet gegenüber der Konkurrenz abgeschirmt werden. Dies zeigte sich auch darin, dass das Unternehmen die erteilte Konzession nicht direkt nutzte.

### Nachkriegszeit, grenzüberschreitende Projekte und Berufsverkehre nach Nordhorn
Durch den Zweiten Weltkrieg kam der Busverkehr der Bentheimer Eisenbahn in der Grafschaft Bentheim zum Erliegen. In der Nachkriegszeit wurde der Personentransport mit Bussen zunächst durch private Busunternehmer abgewickelt. Einige Spediteure nutzen provisorisch umgebaute Fahrzeuge teilweise aus den Beständen der Wehrmacht für den Verkehrsbetrieb insbesondere zwischen der Niedergrafschaft und Nordhorn. Die Bentheimer Eisenbahn konzentrierte sich zunächst auf die Wiedereinrichtung des Schienenverkehrs. Der reguläre Busverkehr startete zunächst 1948 mit drei Trambussen der Büssing AG auf der Linie Uelsen–Neuenhaus–Nordhorn. In den folgenden Jahren wurde der Betrieb auf weitere Gemeinden des Kreises und das benachbarte Gronau ausgeweitet. Ab 1959 wurde der seit 1940 unterbrochene grenzüberschreitende öffentliche Personenverkehr nach Coevorden wieder aufgenommen, jedoch kurze Zeit später aufgrund geringer Nachfrage wieder verringert und 1966 auf eine wöchentliche Fahrt reduziert. Der Linienbetrieb wurde später erneut eingestellt. Eine ähnliche Verbindung betrieb man in den 1960er Jahren erneut in Kooperation mit der Drentse Vervoer Maatschappij (DVM) in das niederländische Schoonebeek, welche allerdings ebenfalls aufgrund geringer Nachfrage zunächst auf eine samstägliche Verbindung reduziert und 1974 stillgelegt wurde. Im Frühjahr 1965 begann der Berufsverkehr zu den Firmen NINO AG, Ludwig Povel & Co und B. Rawe & Co in Nordhorn. Diesen Busverkehr führte man in Kooperation mit den genannten Textilunternehmen durch, vereinbarte günstigere Fahrpreise und einen speziell auf den Schichtbetrieb abgestimmten Fahrplan.

### Bedeutungsgewinn des Busverkehrs ab den 1960er Jahren
Von 1963 bis 1973 wurde der Busverkehr in die Kraftverkehr Emsland GmbH ausgegliedert. Diese führte im Auftrag der Bentheimer Eisenbahn mit von dieser angemieteten Bussen den Linienbetrieb durch. Mitte der 1960er Jahre begann die schrittweise Verlagerung der Verkehrsleistungen von Personenzügen auf Busse. Mit dem Fahrplanwechsel zum Sommer 1966 wurde der Schienenpersonenverkehr zwischen Gronau und Gildehaus komplett sowie auf der übrigen Strecke sonn- und feiertags eingestellt. Die Bentheimer Eisenbahn konzentrierte sich durch die Stilllegung des verbleibenden Schienenpersonenverkehrs mit dem Sommerfahrplan 1974 im Personenverkehr komplett auf den Busverkehr. Die Beförderung von Personen auf der Schiene hatte bezogen auf die Gesamtleistungen einschließlich der Busverkehre nur noch rund 15 Prozent ausgemacht. Die Zusatzverkehre wurden in den Spitzenzeiten zunächst auch durch angemietete Fahrzeuge realisiert. In den 1970er Jahren verkehrten für die hohen Fahrgastzahlen im Berufsverkehr ein Doppeldeckerbus der Firma Neoplan sowie insbesondere im Schülerverkehr vier Gelenkbusse von Mercedes-Benz. In den 1960er Jahren begann die Bentheimer Eisenbahn auch mit Gelegenheitsverkehren und Fernreisen. Dies mündete 1972 in einer Zusammenarbeit mit Frericks-Reisen aus Dörpen unter dem neugegründeten Reiseunternehmen Nord West Reisen, welches ab 1990 unter dem Namen EuroStar-Touristik um weitere Busunternehmen aus der Region als Gesellschafter erweitert wurde.
Durch die enorme Vergrößerung der Busflotte musste der Busbetriebshof in Neuenhaus Mitte der 1970er Jahre angepasst und erweitert werden. Ebenfalls wurden Abstellmöglichkeiten in Gildehaus und Laarwald eingerichtet. Ab Ende der 1980er Jahre wurde damit begonnen, verschiedene Fahrkartenmodelle einzuführen. Da die Textilindustrie einen Niedergang zu verzeichnen hatte, wurden Berufsverkehre eingestellt und mussten in den regulären Betrieb integriert werden. Der bedarfsgesteuerte Linienverkehr wurde 1992 auf einen Taktfahrplan umgestellt sowie ein Stundentakt zwischen Bad Bentheim, Nordhorn und Neuenhaus eingerichtet. Im Jahr 1994 besaß die Bentheimer Eisenbahn insgesamt 50 Fahrzeuge und beförderte rund 3 Millionen Personen. Zusammen mit den Busunternehmen Meyering-Reisen, Richters-Reisen und den Nordhorner Versorgungsbetrieben (NVB) gründete die Bentheimer Eisenbahn im Juli 1994 die Verkehrsgemeinschaft Grafschaft Bentheim (VGB).

### Gegenwärtiger Betrieb

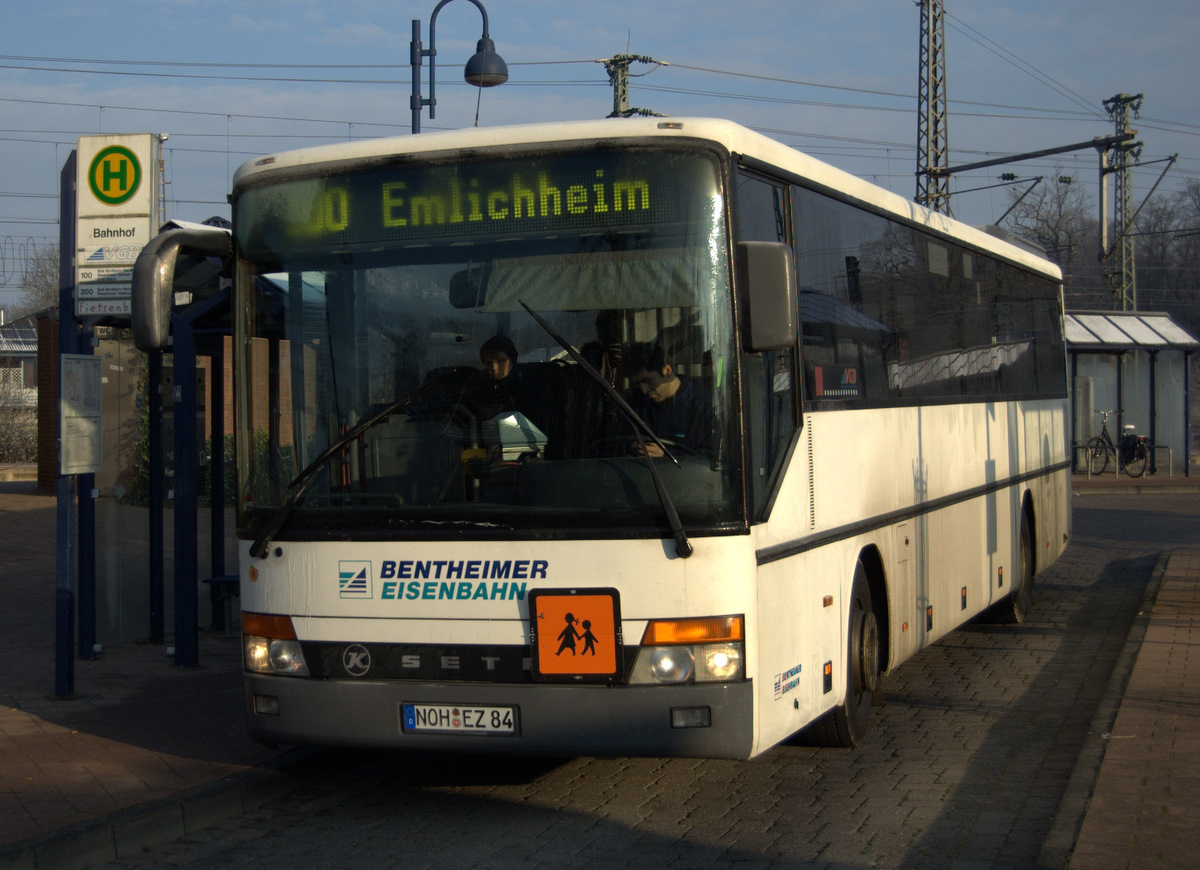
Ein Bus der Bentheimer Eisenbahn mit der Linie 100 am Bahnhof Bad Bentheim

Die Bentheimer Eisenbahn ist Mehrheitsgesellschafterin der VGB, der Konzessionsnehmerin (nach § 42 Personenbeförderungsgesetz (PBefG)) für den allgemeinen Linienverkehr im Landkreis Grafschaft Bentheim. Im Rahmen dieser Konzession bedient das Unternehmen vor allem zwei Stadt-, fünf Regional- und 25 Schulbuslinien. Die VGB befördert pro Jahr mehr als fünf Millionen Fahrgäste.
Des Weiteren unterhält das Unternehmen eine Linie im Schülersonderlinienverkehr (nach § 43 PBefG) und betreibt eine Reisebusflotte. In Kooperation mit dem Unternehmen Flixbus war die Bentheimer Eisenbahn von 2015 bis 2022 auch im Fernbuslinienverkehr aktiv und fuhr unter anderem Linien zwischen Berlin und Amsterdam, Berlin und Nordhorn sowie Offenburg und Nordhorn. Die zuletzt gefahrene Linie 231 verband Groningen und Stuttgart.
Im Jahr 2018 beförderte das Unternehmen mit seinen Bussen rund 3,5 Mio. Personen, im Jahr 2019 waren es noch 2,7 Mio. Fahrgäste, wobei in dem Jahr auch die SPNV-Verbindung von Bad Bentheim über Nordhorn nach Neuenhaus eingerichtet wurde. Durch die COVID-19-Pandemie in Deutschland fielen die Zahlen in den Jahren 2020 (1,7 Mio.) und 2021 (1,82 Mio.) geringer aus. Die Bentheimer Eisenbahn ist mit einem Liniennetz von rund 1.280 km Länge der größte Konzessionsnehmer im Landkreis Grafschaft Bentheim. Im Februar 2024 waren sieben Hybridbusse Teil der Omnibusflotte. Im Stadtverkehr von Nordhorn werden vier Elektrobusse eingesetzt. Es ist geplant, Ladestationen am Betriebshof der Bentheimer Eisenbahn in Nordhorn sowie an den Bahnhöfen in Neuenhaus und in Nordhorn zu errichten. Bis 2025 sollen ebenfalls Busse mit Brennstoffzelle zum Fuhrpark gehören und bis 2030 plant die Bentheimer Eisenbahn, den Betrieb komplett auf Elektro- und Brennstoffzellenantrieb umzustellen.

## Projekte

### Grensland Express

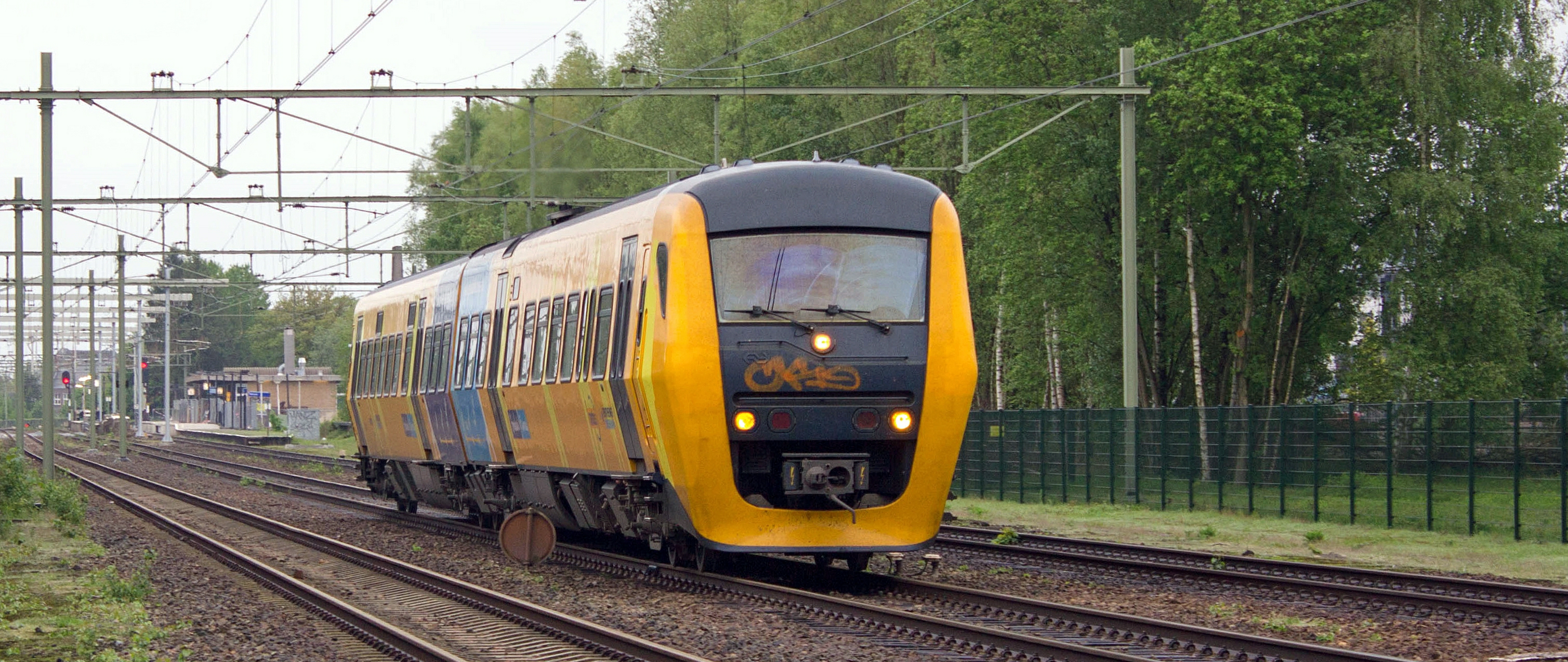
Grensland Express in Oldenzaal

Zwischen Dezember 2010 und Dezember 2013 betrieb die Bentheimer Eisenbahn AG in Kooperation mit dem niederländischen Verkehrsunternehmen Syntus (heute: Keolis Nederland) im Rahmen eines Pilotprojektes eine Regionalbahnlinie (bezeichnet als Grensland Express) zwischen Bad Bentheim und Hengelo über Oldenzaal. Die Verbindung wurde wegen zu geringer Fahrgastzahlen eingestellt, ist jedoch im Februar 2018 als RB 61 der Eurobahn auf der Relation Bielefeld–Oldenzaal in das Fahrplanangebot zurückgekehrt.

### Regiopa I (Bad Bentheim–Nordhorn–Neuenhaus)

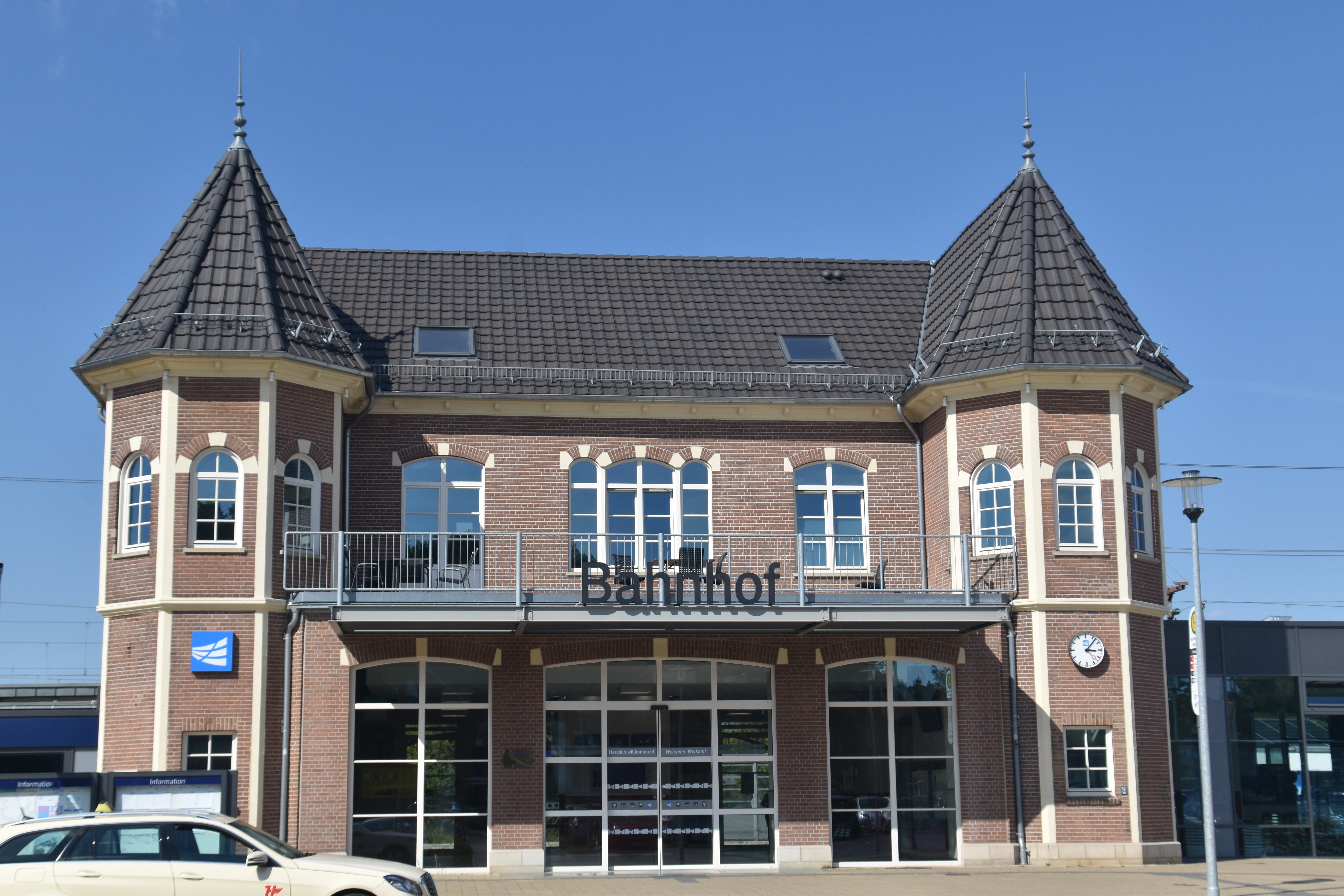
Bahnhofsgebäude Bad Bentheim (2022)

Zur Reaktivierung des Schienenpersonennahverkehrs (SPNV) von Bad Bentheim über Nordhorn nach Neuenhaus betrieb die Bentheimer Eisenbahn AG das Projekt „Regiopa“. Das Kunstwort „Regiopa“ ist zusammengesetzt aus den Begriffen „Region“ und „Europa“. Dabei ertüchtigte die Bentheimer Eisenbahn ihre Infrastruktur, gestaltete Bahnhöfe um und errichtete Haltepunkte mit finanzieller Förderung der Landesnahverkehrsgesellschaft Niedersachsen (LNVG). Das gesamtwirtschaftlich positive Nutzen-Kosten-Verhältnis der Reaktivierung wurde durch ein Gutachten nach dem Verfahren der Standardisierten Bewertung prognostiziert.
Der zwecks Reaktivierung von Bahnstrecken in Niedersachsen eingesetzte Lenkungsausschuss hatte im März 2015 zugestimmt, dass der Streckenabschnitt Neuenhaus–Nordhorn–Bad Bentheim für den SPNV reaktiviert wird. Die Kosten wurden anfänglich mit 16,5 Millionen Euro veranschlagt, jedoch im Oktober 2016 mit 19,5 Millionen Euro beziffert. Im März 2018 wurden die Kosten auf 21 Millionen Euro geschätzt. Die Investitionen werden zu 75 % vom Land Niedersachsen getragen. Zunächst war eine Wiederaufnahme für den Dezember 2017 geplant und später für den 7. Dezember 2018 vorgesehen. Das für die Arbeiten an den Gleisanlagen nötige Planfeststellungsverfahren wurde am 17. Oktober 2017 eingeleitet. Im Juni 2018 wurde bekannt, dass der Starttermin für die Verbindung durch die Prüfung von Einwendungen im Rahmen des Verfahrens nicht eingehalten werden könne. Der Planfeststellungsbeschluss erfolgte am 11. Dezember 2018 und wurde am 22. Februar 2019 bestandskräftig, da innerhalb der Frist keine Klagen erhoben wurden. Ab Mai 2019 startete ein Probebetrieb unter Realbedingungen. Die Aufnahme des planmäßigen Personenverkehrs ist am 7. Juli 2019 erfolgt. Zusammen mit dem niedersächsischen Verkehrsminister Bernd Althusmann ist die Strecke am 10. Juli 2019 im Nachhinein offiziell freigegeben worden.

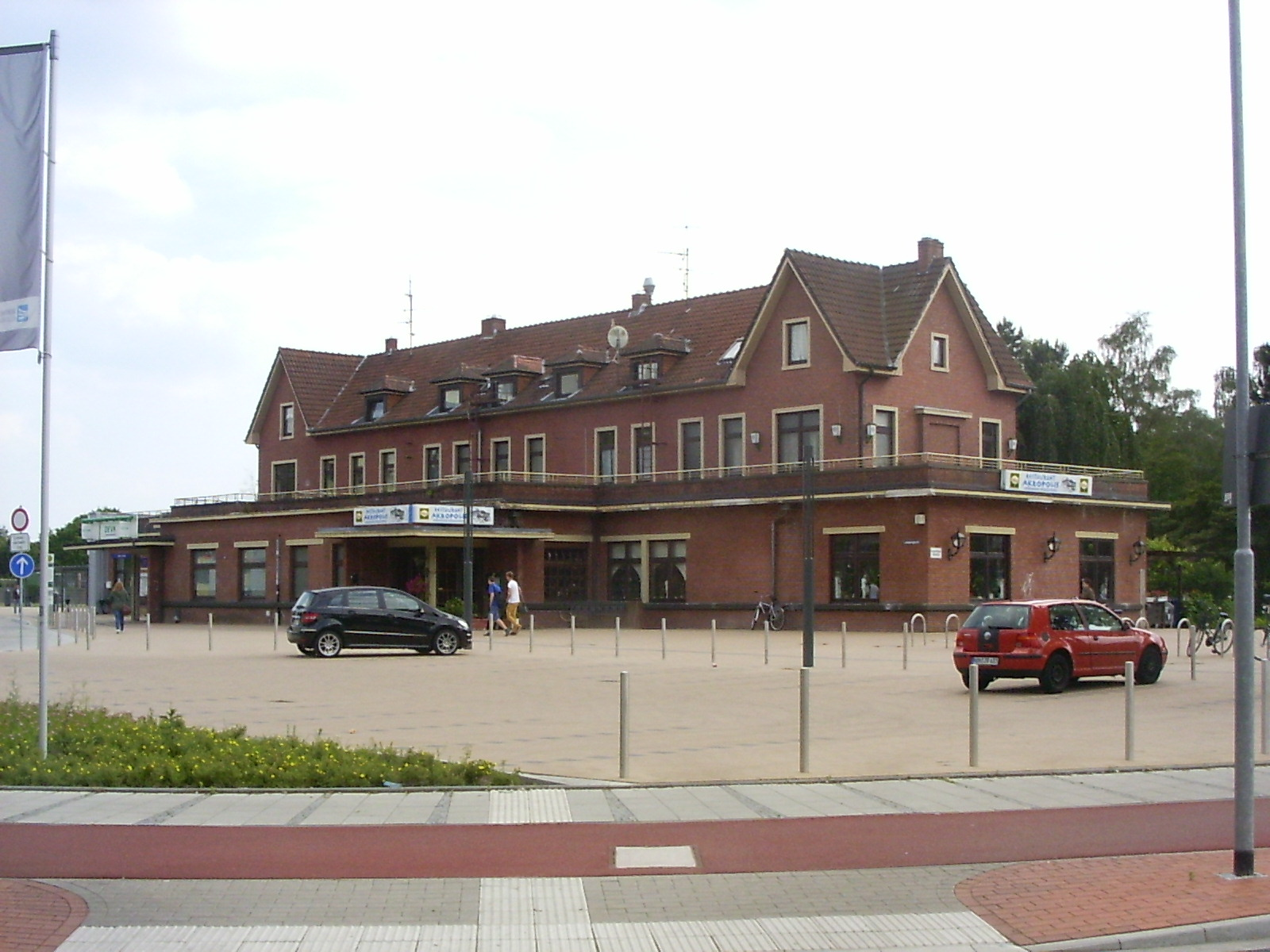
Bahnhofsgebäude Nordhorn (2014)

Die Streckeninfrastruktur zwischen Bad Bentheim und Neuenhaus wurde für eine Geschwindigkeit von 80 km/h im Personenverkehr ertüchtigt. Dazu wurden die Gleisanlagen und die Signaltechnik erneuert sowie die Bahnübergänge auf dem Abschnitt mit Lichtzeichen und teilweise mit Schrankenanlagen technisch gesichert. Ebenso wurden zwei Kreuzungsbereiche an der Anschlussstelle Hestrup und am Betriebsbahnhof Nordhorn Süd für die planmäßige Begegnung von Zügen hergestellt. Ebenfalls wurde die zweigleisige Eisenbahnwerkstatt in Nordhorn für rund 5 Millionen Euro bis Mitte 2019 auf voller Breite von 34 Meter auf über 60 Meter Länge erweitert. Die Gesamtplanung zur Reaktivierung des SPNV wurde einer Ingenieurgesellschaft aus Nordhorn übertragen. Die Bahnhöfe in Bad Bentheim sowie Neuenhaus wurden renoviert und darüber hinaus wurden neue Haltepunkte in Quendorf, Nordhorn-Blanke und Neuenhaus Süd errichtet. Im Bahnhof Nordhorn wurde ein teilüberdachter 110 Meter langer Mittelbahnsteig errichtet, an welchem die Züge aus beiden Richtungen halten. Die Sanierung und Umgestaltung des Bahnhofsgebäudes in Nordhorn wurde im Herbst 2022 abgeschlossen, die Wiedereröffnung erfolgte am 25. November 2022.

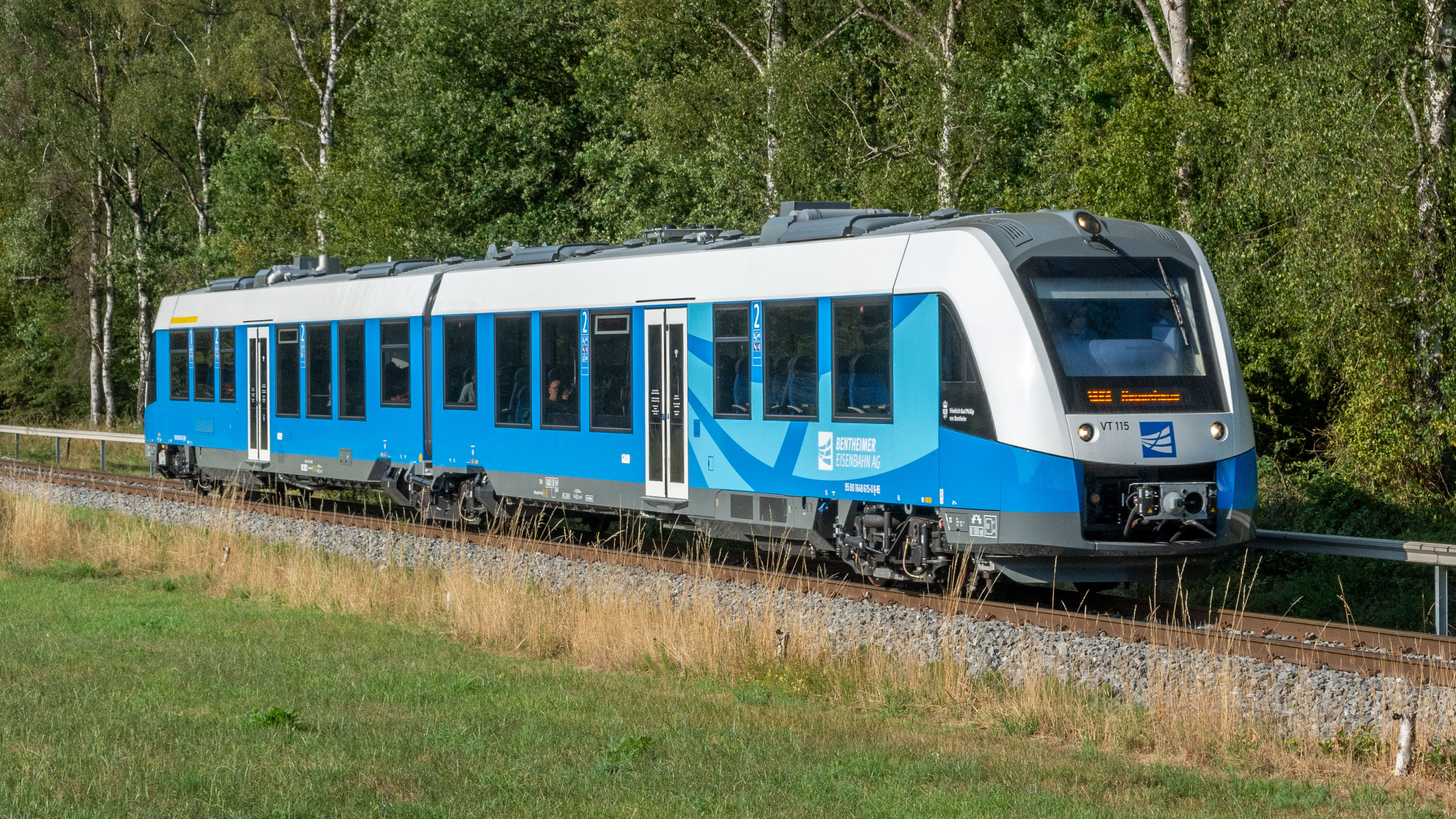
Triebwagen VT115 als RB 56

Der im März 2018 unterzeichnete Realisierungs- und Finanzierungsvertrag mit der LNVG sichert eine Bedienung der Strecke für die nächsten 20 Jahre. Die Bentheimer Eisenbahn hatte im März 2016 im Rahmen einer Direktvergabe den Zuschlag für den geplanten Betrieb ab Dezember 2018 für drei Jahre erhalten. Nach einer europaweiten Ausschreibung wurde der Vertrag bis Dezember 2036 erneut an die Bentheimer Eisenbahn vergeben, wobei die geplante Verlängerung der Strecke nach Coevorden als Option im Vertrag enthalten ist. Der Betrieb auf der Strecke erfolgt mit Triebfahrzeugen vom Typ LINT-41, teilweise in Doppeltraktion, abgewickelt. Hierfür hatte die Bentheimer Eisenbahn AG im Januar 2017 fünf Fahrzeuge dieses Typs für rund 20 Millionen Euro bestellt. Die Bahnverbindung trägt die Liniennummer RB 56 und bedient die Haltepunkte bzw. Bahnhöfe in Bad Bentheim, Quendorf, Nordhorn-Blanke, Nordhorn, Neuenhaus-Süd und Neuenhaus.
Auch ein Haltepunkt an der Fachklinik in Bad Bentheim mit einem Wetterschutzhäuschen nach historischem Vorbild soll in die Verbindung integriert werden. In diesem Zusammenhang soll die Streckenhöchstgeschwindigkeit für Personenzüge von 80 km/h auf 100 km/h erhöht werden, um den Fahrplan zwischen Hestrup und Nordhorn-Süd aufrechtzuerhalten. Die für den Bau des Haltepunkts an der Fachklinik benötigten 400 Quadratmeter Fläche wurden bereits gesichert, sodass der Haltepunkt bis Mitte 2026 fertiggestellt werden kann. Um den Kurbetrieb nicht zu stören, ist eine moderne Schallschutzvorrichtung entlang der Gleise geplant, die die Geräusche in Gleisnähe absorbieren und das Landschaftsbild nicht beeinträchtigen soll.

### Regiopa II (Neuenhaus–Emlichheim–Coevorden)

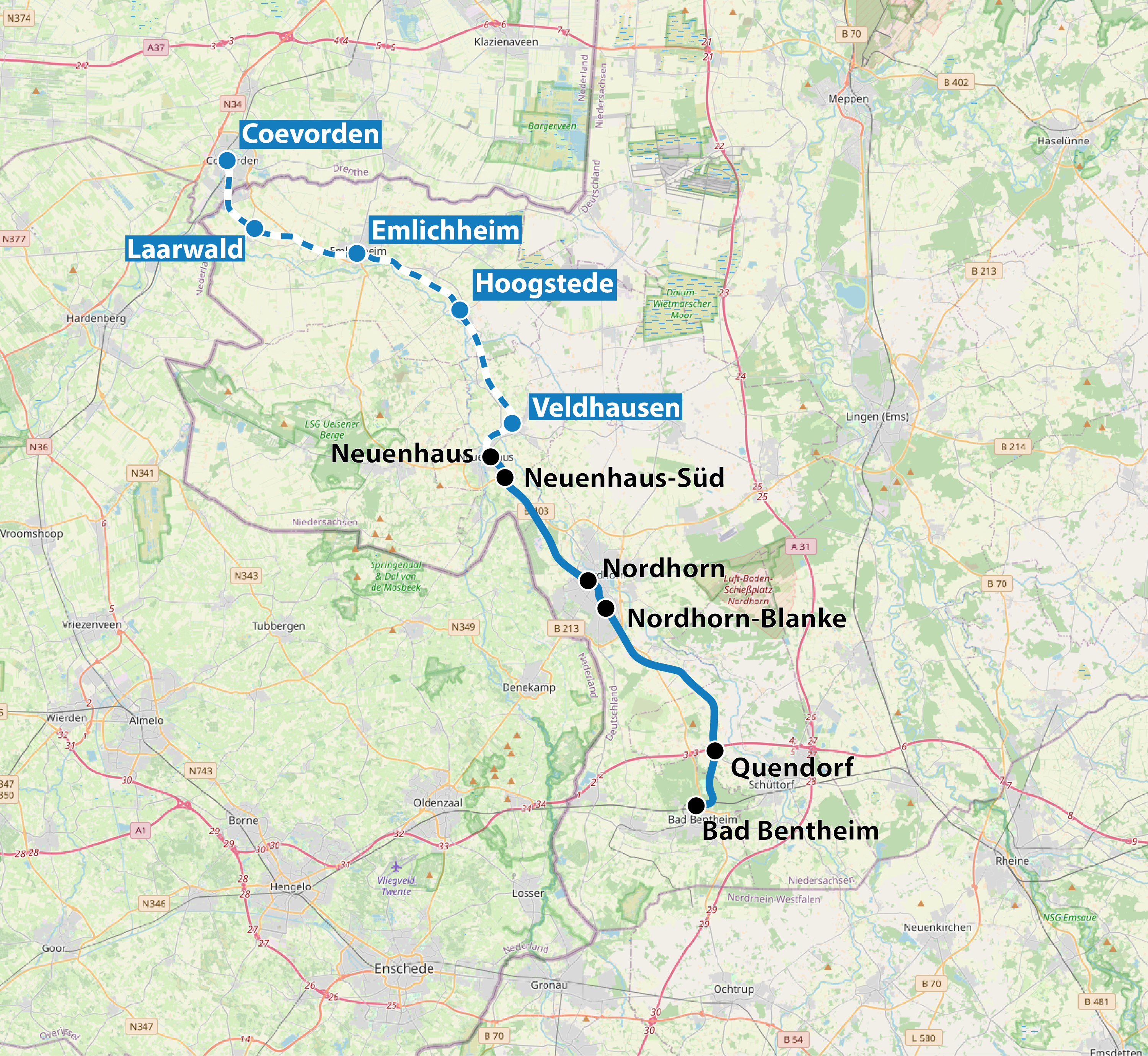
Karte der geplanten Reaktivierung zwischen Neuenhaus und Coevorden

Nach der erfolgreichen Wiederinbetriebnahme des Streckenabschnitts Bad Bentheim–Neuenhaus ist die Verlängerung der Bahnverbindung von Neuenhaus über Emlichheim bis ins niederländische Coevorden das nächste Reaktivierungsprojekt im SPNV. Im Juli 2021 wurde die Genehmigung für die Fortführung der Strecke durch das niedersächsische Verkehrsministerium erteilt. Die Standardisierte Bewertung hatte zunächst einen sehr guten Nutzen-Kosten-Wert von 1,63 ergeben, der später auf 2,33 angehoben wurde. Dabei wurde von 1300 bis 1500 Fahrgästen pro Tag ausgegangen.
Die Kosten für die Reaktivierung des Abschnitts von Neuenhaus bis Coevorden wurden 2021 auf rund 38 Millionen Euro geschätzt. Ende November 2020 wurde bekannt, dass das niederländische Ministerium für Infrastruktur und Wasserwirtschaft 10 Millionen Euro für die Verbindung Emmen–Rheine bereitstellt und die Provinz Drenthe 3 Millionen Euro investiert. Das Land Niedersachsen fördert zudem mit einer Million Euro die Einrichtung einer Schnittstelle zwischen den Leit- und Sicherungssystemen beider Länder. Diese ist erforderlich, damit Züge nahtlos zwischen den deutschen und niederländischen Schienennetzen verkehren können.
Anfang 2023 wurden die Gesamtkosten auf etwa 44 Millionen Euro geschätzt, die sich wie folgt aufteilen: 
- 23,9 Mio. Euro für den Bauabschnitt bis zur niederländischen Grenze
- 10,7 Mio. Euro für Arbeiten auf niederländischer Seite
- 9,4 Mio. Euro für die Sicherung der Bahnübergänge

Bis November 2023 stiegen die erwarteten Gesamtkosten für Planung, Grunderwerb und Bau auf 54 Millionen Euro. Davon entfallen 34 Millionen Euro auf den deutschen Abschnitt und 20 Millionen Euro auf den niederländischen Teil. Die förderfähigen Kosten werden zu 90 % vom Bund und zu 5 % vom Land Niedersachsen getragen. Die Entwurfsplanung für den Umbau der Gleisanlagen, den Bau der Haltepunkte und die Anpassung der Leit- und Signaltechnik begann im Februar 2022. Das Planfeststellungsverfahren wurde im April 2025 geschlossen und eine Erörterung der Eingaben ist für Herbst 2025 geplant.

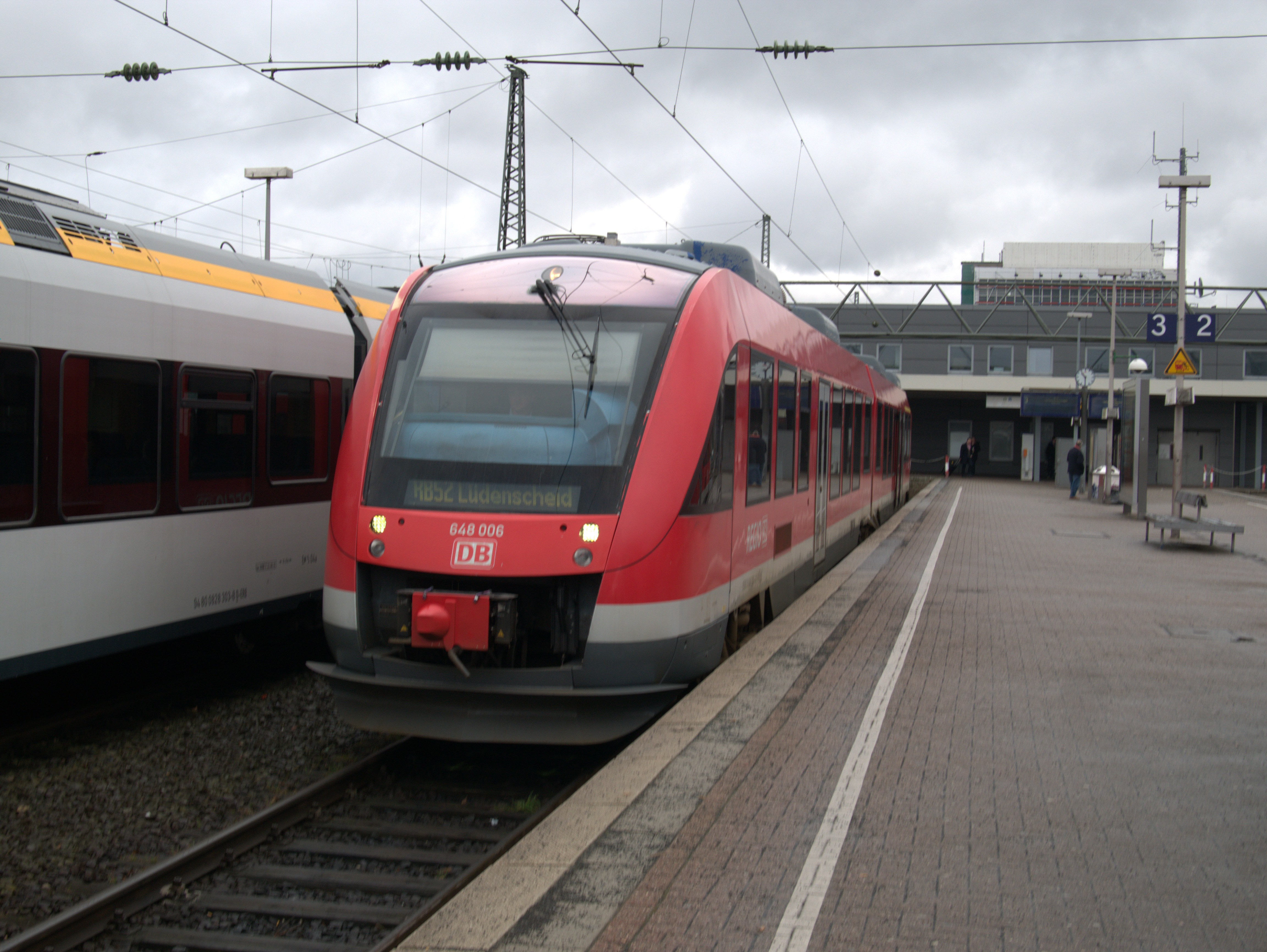
Eines der gebraucht erworbenen Fahrzeuge im Jahr 2016 im Dortmunder Hauptbahnhof auf der RB 52

Geplant war zunächst eine zweistufige Verlängerung der Verbindung. Zunächst sollte ab Mitte 2026 mit den Haltepunkten in Veldhausen, Hoogstede und Emlichheim gefahren werden. Für den grenzüberschreitenden Abschnitt von Emlichheim über Laarwald, einem Haltepunkt am Europark bis zum Endbahnhof Coevorden war eine Betriebsaufnahme bis Ende 2026 angestrebt. Die LNVG und die Provinz Drenthe haben im Mai 2023 eine Direktvergabe der Verkehrsleistung ab Juni 2026 für die Verbindung Neuenhaus – Emlichheim und ab Dezember 2026 für die Verbindung Emlichheim – Coevorden an die Bentheimer Eisenbahn angekündigt. Ende April 2025 ist der Start der gesamten Verlängerung von Neuenhaus bis Coevorden in einem Schritt für den 13. Dezember 2026 in Aussicht gestellt worden. Der neue Verkehrsvertrag soll bis Ende 2036 laufen. Die Bentheimer Eisenbahn hat sechs gebrauchte LINT-41-Triebwagen von DB Regio erworben, die die Flotte für die Verlängerung der Bahnverbindung ergänzen sollen. Drei der Triebwagen sind für den Betrieb erforderlich.
Es gibt bereits eine Untersuchung, den SPNV über den weiteren Streckenverlauf über Neuenhaus auf deutscher Seite sowie über die niederländische Strecke mit Stationen in Coevorden und Nieuw-Amsterdam nach Emmen zu verlängern. Eine Studie des CIMA Instituts für Regionalwirtschaft GmbH im Auftrag der Bentheimer Eisenbahn AG, des Landkreises Grafschaft Bentheim und der Provinz Drenthe rechnet mit circa 1530 Fahrgästen pro Tag. Die Anrainergemeinden der Bahnstrecke sowie der Landkreis Grafschaft Bentheim und die Provinz Drenthe befürworten in einer Erklärung unter dem Namen „ECER 2025“ eine Schienenverbindung von Rheine über Schüttorf und Bad Bentheim und weiter über das Streckennetz der Bentheimer Eisenbahn nach Emmen.

### Regiopa III (Bad Bentheim–Gronau)
Die geplante Reaktivierung der Bahnstrecke zwischen Bad Bentheim und Gronau wird in zwei Abschnitten untersucht. Während der Abschnitt zwischen Bad Bentheim und Gildehaus in das Reaktivierungsprogramm des Landes Niedersachsen aufgenommen wurde, erfordert der weiterführende Abschnitt nach Gronau aufgrund der Entwidmung in den 1980er Jahren einen weitgehenden Neubau. Eine Machbarkeitsstudie hat vier mögliche Streckenführungen untersucht, die eine Anbindung an das bestehende Bahnnetz ermöglichen sollen. 

#### Reaktivierung bis Gildehaus

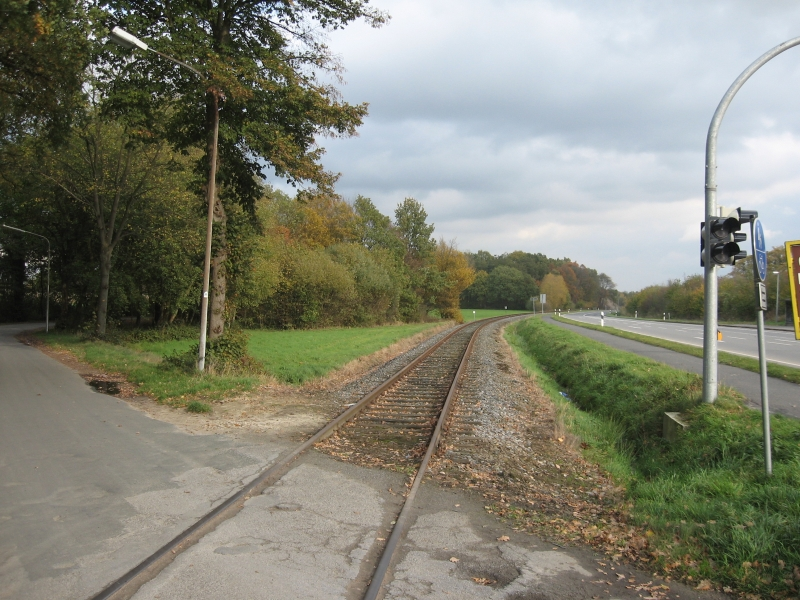
Streckenabschnitt zwischen Gildehaus und Bad Bentheim (2008)

Das Land Niedersachsen führt seit dem Frühjahr 2023 erneut ein Reaktivierungsprogramm für den SPNV durch und untersucht mit der LNVG potenzielle Streckenabschnitte. Da der Abschnitt nach Gronau weitgehend neu gebaut werden müsste, erfüllte er nicht die Grundvoraussetzungen der LNVG und wurde nicht in das laufende Reaktivierungsprogramm aufgenommen. Der Streckenabschnitt Bad Bentheim–Gildehaus wurde zunächst ebenfalls nicht berücksichtigt, erhielt jedoch im Februar 2024 nachträglich eine Bewertung in der zweiten Stufe des Programms. Im März 2025 wurde verkündet, dass der Abschnitt Bad Bentheim–Gildehaus zu den sechs Strecken gehört, die aufgrund der positiven Ergebnisse der Nutzwertanalyse in die nächste Stufe des Reaktivierungsprogramms vorgerückt sind. Damit erfüllt der Abschnitt voraussichtlich die Förderbedingungen des Bundes für Investitionsmittel. Die Nutzwertanalyse nach vereinfachtem Verfahren der Standardisierten Bewertung ergab einen positiver Nutzen-Kosten-Indikator (NKI) von 4,87, was eine hohe Wirtschaftlichkeit des Projekts bestätigt. Unter Nutzung von realen Werten in der Analyse – in Anlehnung an die vollwertige Standardisierte Bewertung – ergibt sich sogar ein positiver Faktor von 6,59. Kalkuliert wurde dabei eine Integration in die RB56 im Stundentakt und im angestrebten Endzustand ein Betrieb mit batterieelektrischen Fahrzeugen (BEMU) mit dem Neubau eines zusätzlichen Bahnsteigs im Bahnhof Bad Bentheim an der Strecke der Bentheimer Eisenbahn. Zusätzliche Halte zwischen Bad Bentheim und Gildehaus auf dem Abschnitt sind fahrplantechnisch nicht realisierbar. Zudem müsste in Gildehaus eine Schnell-Ladestation errichtet werden. Unter Nutzung der derzeit zwischen Bad Bentheim und Neuenhaus verkehrenden Diesel-Triebwagen würde sich der CO2-Nutzen verringern, abgeschätzt wird von der LNVG hierfür jedoch weiterhin ein positiver NKI. Das Verfahren soll bis 2026 abgeschlossen werden.

#### Teilneubau nach Gronau

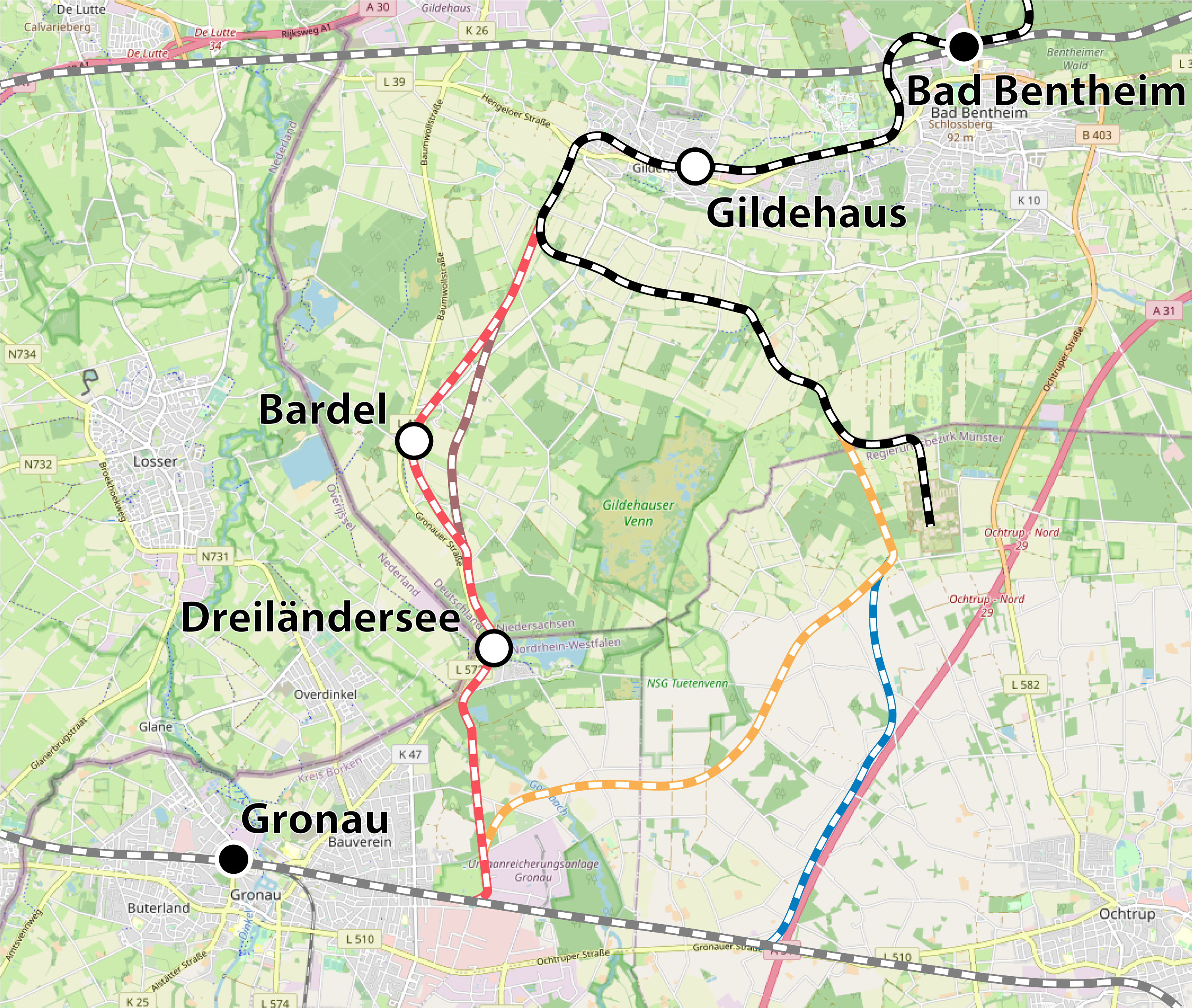
Varianten bei der Reaktivierung zwischen Bad Bentheim und Gronau

Im August 2020 wurde bekannt, dass eine Machbarkeitsstudie über die Reaktivierung einschließlich eines Teilneubaus der Strecke von Bad Bentheim nach Gronau beim Institut für Verkehrswesen, Eisenbahnbau und -betrieb der Technischen Universität Braunschweig durch die Bentheimer Eisenbahn in Auftrag gegeben wurde. Die Strecke zwischen Gildehaus und Gronau wurde 1983 abgebaut und entwidmet. Im Stadtgebiet von Gronau ist die Trasse infolgedessen überbaut worden, so dass eine alternative Trassenführung erforderlich ist. Drei Trassenführungen wurden geprüft: 
- Bei der ersten Variante verläuft die Trasse über den 1983 entwidmeten Abschnitt über Bardel bis zum Drilandsee, dann über eine neue Trasse im Osten des Gronauer Stadtgebiets bis zur Bahnstrecke Münster–Enschede. Hier wurden zwei Untervarianten mit und ohne Halt in Bardel betrachtet.
- Bei der zweiten Variante wird die Trasse nicht über Bardel geführt, sondern direkt östlich von Gronau angeschlossen.
- Die dritte Variante sieht die Nutzung des 1986 gebauten Streckenabschnitts zum Materialdepot der Bundeswehr in Ochtrup und von dort eine Trasse parallel zur Bundesautobahn 31 bis zur Bahnstrecke Münster–Enschede vor.

Als aussichtsreichste Variante wurde die erste, 20,8 km lange Trassenvariante über Bardel eingestuft, die von einer Streckengeschwindigkeit von 100 km/h und damit einer Fahrzeit von 21 Minuten zwischen Bad Bentheim und Gronau ausgeht. Eine erste Schätzung sieht für diese Variante Planungs- und Baukosten von ca. 35 Mio. Euro vor. In einem nächsten Schritt soll die Festlegung auf eine der drei Varianten erfolgen. Eine dann durchgehende Verbindung aus den Niederlanden über die Strecke der Bentheimer Eisenbahn nach Gronau könnte bis 2035 Realität werden. Die Einbindung der Neubaustrecke in den Bahnhof Gronau stellt vor dem Hintergrund der Taktverdichtung im Rahmen des Deutschlandtaktes und der geplanten Elektrifizierung der Bahnstrecke Münster–Enschede eine Herausforderung dar. Aufbauend auf der Machbarkeitsstudie plant der Zweckverband Nahverkehr Westfalen-Lippe eine erste Kosten-Nutzen-Analyse für die Verbindung Bad Bentheim–Gronau durchzuführen.

### Bentheimer Kurve und Elektrifizierung

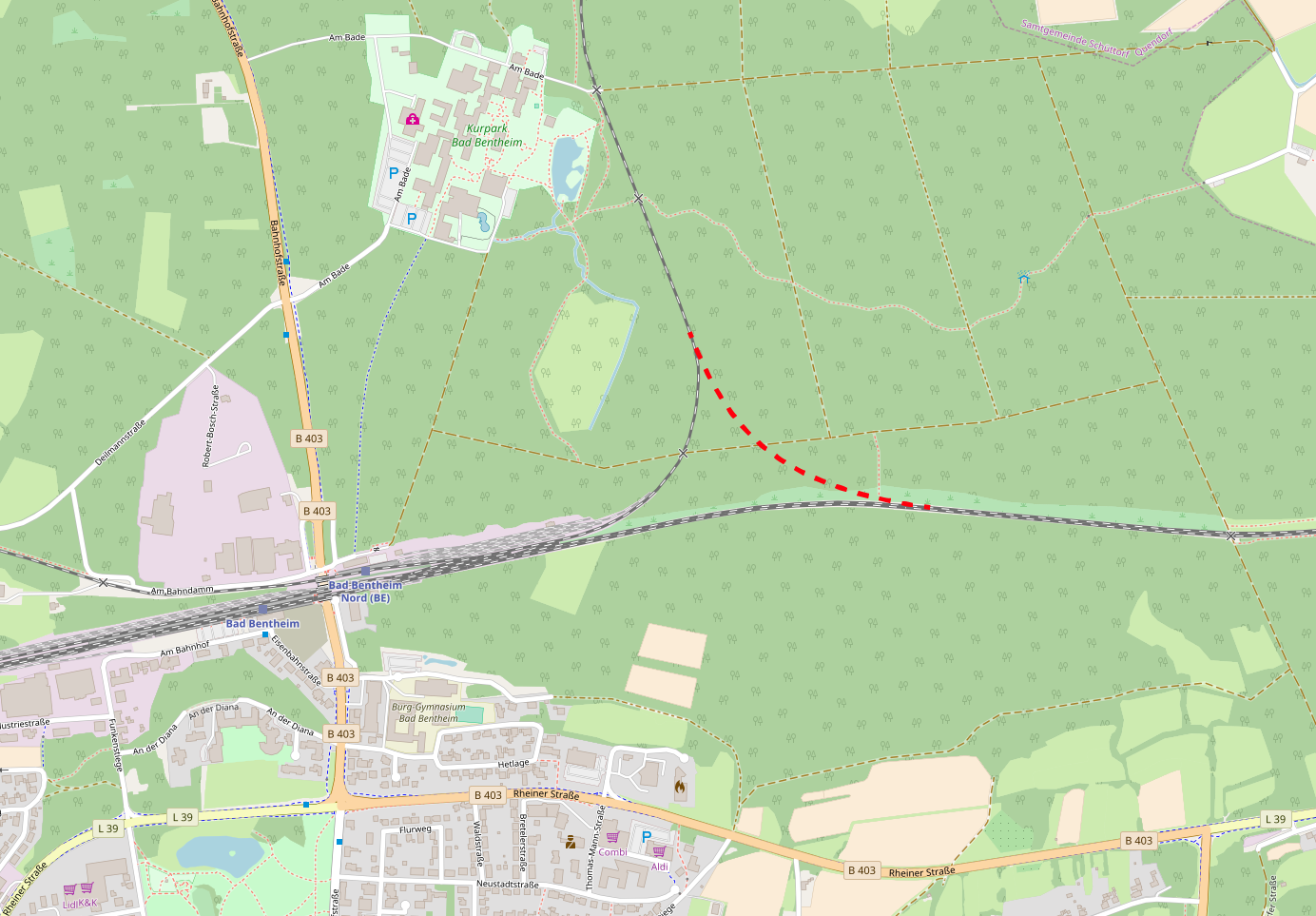
Skizze der geplanten Bentheimer Kurve (rot gestrichelte Linie)

Die im Rahmen der Planungen zur Reaktivierung des SPNV bekannt gewordenen Überlegungen des Landkreises Grafschaft Bentheim und der Bentheimer Eisenbahn AG, eine 2,2 km lange Kurve durch das FFH-Naturschutzgebiet „Bentheimer Wald“ zum Anschluss an die Bahnstrecke Almelo–Salzbergen in Richtung Osten nach Rheine zu bauen, stieß bei Naturschutzverbänden, Parteien und der Bevölkerung auf heftige Kritik. Damit sollte das Rangieren im Bahnhof Bad Bentheim überflüssig werden und Bad Bentheim umfahren werden können. Hintergrund ist der schnellere (kostengünstigere) Güterverkehr aus dem Europark Emlichheim-Coevorden in das Schienennetz der Deutschen Bahn. Für eine mögliche Nahverkehrsverbindung von Nordhorn nach Rheine mit Anschluss an die Regionalbahn nach Münster wurde ebenfalls eine Fahrzeitverkürzung von 15 Minuten erwartet. Dazu wurde eine Verlegung des Bahnhofs Bad Bentheim in die Nähe des Kurzentrums an das durch die geplante Kurve entstehende Gleisdreieck erwogen. Im Zusammenhang mit der Wiedereinführung des Schienenpersonenverkehrs wurde diese Idee jedoch aufgrund des Widerstandes verworfen. Die Stadt Bad Bentheim ließ im Zuge der technischen Sicherung von Bahnübergängen im Jahr 2014 mit der Bentheimer Eisenbahn vertraglich vereinbaren, dass eine zukünftige Kurve durch den Bentheimer Wald an der Stadt vorbei nicht für den Personenverkehr genutzt werden dürfe. Dennoch bestehen 2023 weiterhin Überlegungen, den Gleisbogen für zusätzliche Verbindungen im Regionalverkehr zu nutzen. Der Kreisausschuss des Landkreises Grafschaft Bentheim hat im Februar 2022 beschlossen, dass die Bentheimer Eisenbahn die konkrete Planung zum Bau der Verbindungskurve starten soll. Während zunächst von einer Fertigstellung bis 2026 ausgegangen wurde, geht man nun (Stand März 2025) von einer Inbetriebnahme bis spätestens 2030 aus. Das notwendige Planfeststellungsverfahren soll zwei bis drei Jahre dauern. Parallel dazu soll die Klärung der Grundstücksfragen erfolgen. Darüber hinaus wurde beschlossen, dass die Planungen für die Elektrifizierung der Strecke von Bad Bentheim zumindest bis Nordhorn beginnen sollen. Eine Elektrifizierung der gesamten Strecke würde nach einer Schätzung rund 30 Millionen Euro kosten und könnte bis 2028 möglich sein (Stand Januar 2023). Das SPNV-Konzept 2040+ der LNVG sieht die Prüfung einer Teilelektrifizierung für den Einsatz von Batterie‐Triebzügen vor.
Im Februar 2025 ergaben sich neue Entwicklungen: Das Fürstliche Haus zu Bentheim und Steinfurt bot einen Flächentausch an, um den Bau der „Bentheimer Kurve“ voranzutreiben, nachdem es sich als Gesellschafter der Bentheimer Fachklinik zurückgezogen hatte. Das Fürstliche Haus hatte die Pläne zuvor blockiert, weil es Bedenken wegen der Auswirkungen auf die Fachklinik und das FFH-Schutzgebiet geäußert hatte. In einem Schreiben an den Landrat, welches das Fürstliche Haus auch den Grafschafter Nachrichten zugespielt hatte, machte es ein Angebot zur Bereitstellung der benötigten Flächen gegen wertgleiche Grundstücke des Landkreises und der Stadt Bad Bentheim. Eine Frist zur Vorlage entsprechender Flurstückslisten wurde bis Ende Februar gesetzt. Der Landkreis reagierte zurückhaltend auf die Forderung. Aus dem Kreishaus in Nordhorn hieß es, man prüfe die Anfrage und sei grundsätzlich an einer konstruktiven Lösung interessiert, doch weitere Abstimmungen seien nötig. Kritik wurde laut, als das Fürstliche Haus durch die Veröffentlichung des Flächentauschangebots auch öffentlich Druck auf den Landkreis und die Stadt ausübte. Ein Kommentar in den Grafschafter Nachrichten bezeichnete dies als schlechten Stil und warf dem Fürstenhaus vor, sich aus der Verantwortung zu ziehen und gleichzeitig Interessen an kreiseigenen Grundstücken zu verfolgen.

## Schienenfahrzeuge

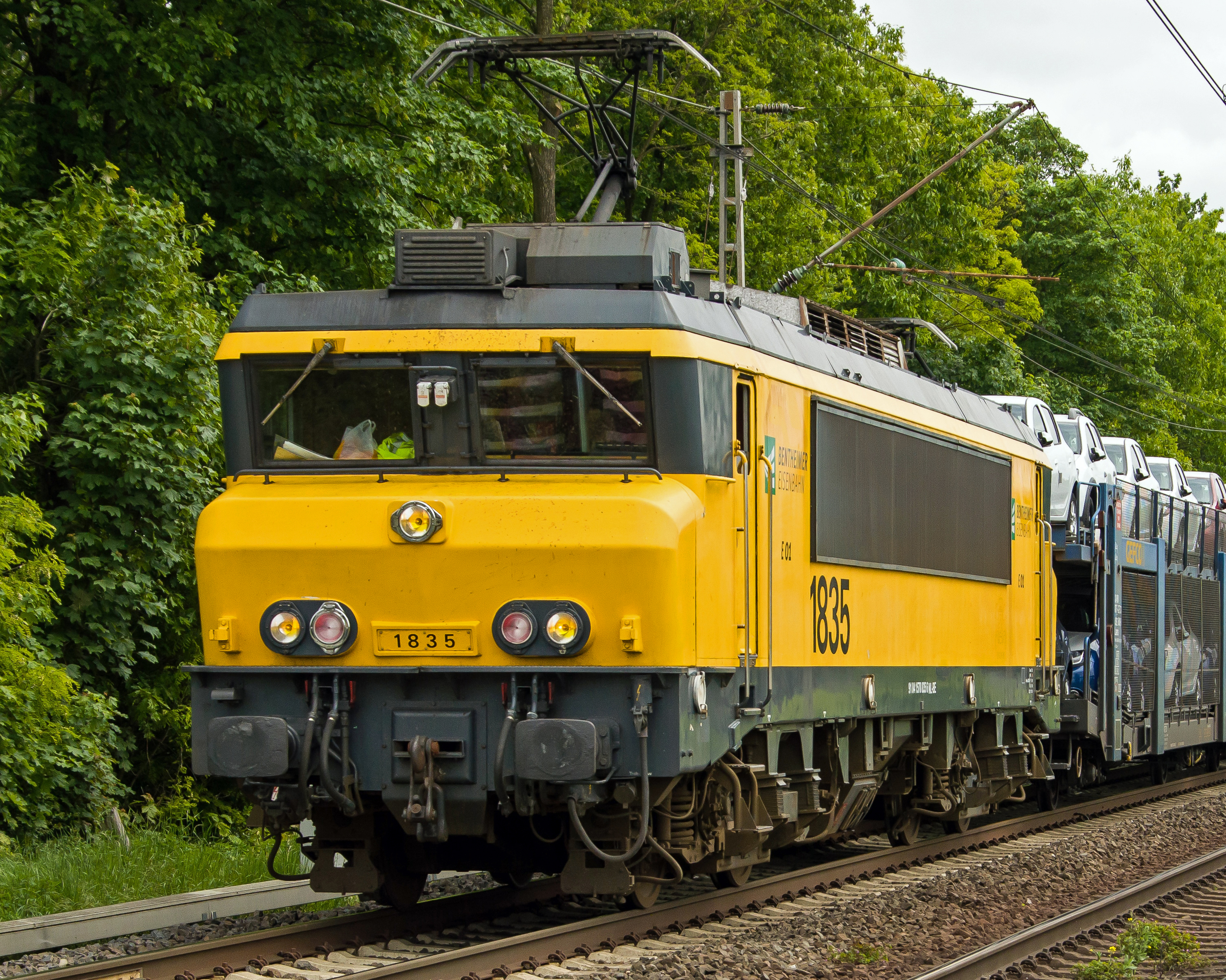
Ehemalige E01 (ex NS 1835) mit einem Autozug in den Niederlanden

Im März 2025 verfügte die Bentheimer Eisenbahn über eine Gmeinder DE 500 (D5), drei G 2000-3 BB (D20, D21 und D22) und im Besitz der Tochter BE Netz eine MaK G 1202 BB (HT1). Darüber hinaus ist formell eine Kleinlokomotive Köf II (D13) im Bestand, welche jedoch als Dauerleihgabe beim Grafschafter Modell- und Eisenbahn-Club e. V. beheimatet ist.
Für die Wiederaufnahme des Personenverkehrs wurden im Januar 2019 außerdem fünf LINT-41-Triebwagen angeschafft.
Die Triebwagen haben einen größeren Sitzreihenabstand als die Standardversion, so dass sie nur über 118 Sitzplätze verfügen. Auch das Mehrzweckabteil ist größer, um mehr Fahrräder mitnehmen zu können. Die Züge verfügen über WLAN.
Für die 2026 geplante Weiterführung des SPNV von Neuenhaus bis nach Coevorden wurden im Jahr 2023 sechs gebrauchte LINT-41-Triebwagen von DB Regio gekauft, die zuletzt im Sauerland eingesetzt wurden. Davon sind drei Fahrzeuge für den Betrieb notwendig. Die Verwendung der weiteren Fahrzeuge ist teils als Ersatzteilspender geplant und teils noch offen. Sie haben jeweils 129 Sitzplätze. Die Fahrzeuge sollen modernisiert und umlackiert werden. Ein Probebetrieb ist für Frühjahr 2026 geplant. Einer der Triebwagen wurde bei der Überführung nach Nordhorn bei einem Unfall schwer beschädigt.
Es gibt Überlegungen, zukünftig neue Triebwagen mit Wasserstoffantrieb im Rahmen eines regionalen Wasserstoff-Netzwerks zu nutzen.

### Ehemalige Fahrzeuge
Von 2008 bis 2020 gehörte als D20 die Diesellok V 200 147 sowie von 2011 bis 2020 eine 1600 (E01) zum Fahrzeugbestand.
In der Vergangenheit betrieb die Bentheimer Eisenbahn unter anderem Diesellokomotiven der Typen Köf III, V100.10, MaK 1000 D, MaK G 1100 BB und MaK DE 1002.

## Auszeichnungen
Die Einführung der Marke „Regiopa“ wurde mit dem German Brand Award 2020 als „Winner“ in der Kategorie „Excellent Brands – Logistics & Infrastructure“ ausgezeichnet. Für die Kampagne „Sei kein Unding“ zur Aufklärung der Gefahren an Bahnanlagen erhielt die Bentheimer Eisenbahn im Jahr 2021 erneut eine Auszeichnung des German Brand Awards als „Winner“ in der Kategorie „Brand Communication – Public Relations“.